# Araceae

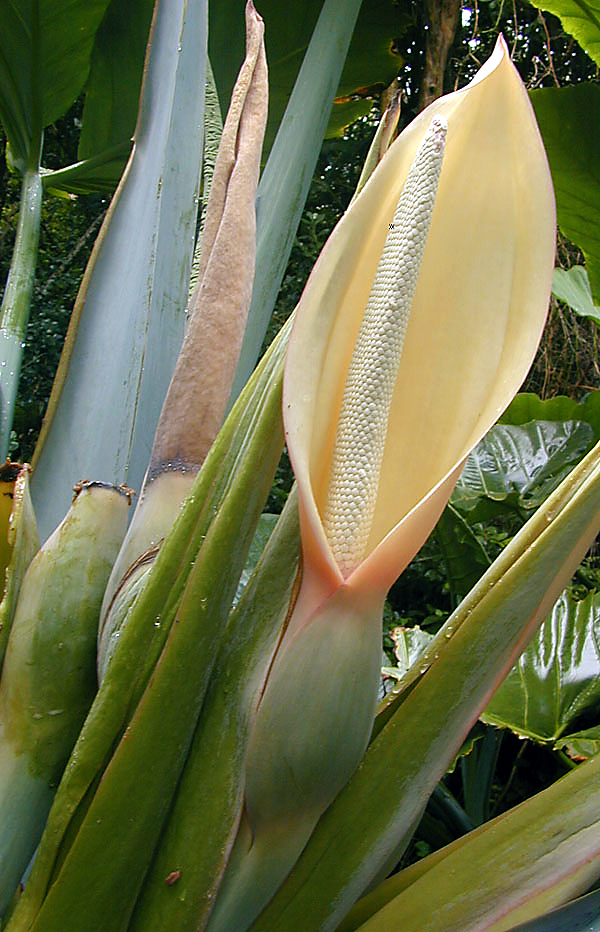
Inflorescência (espádice) de Xanthosoma roseum.

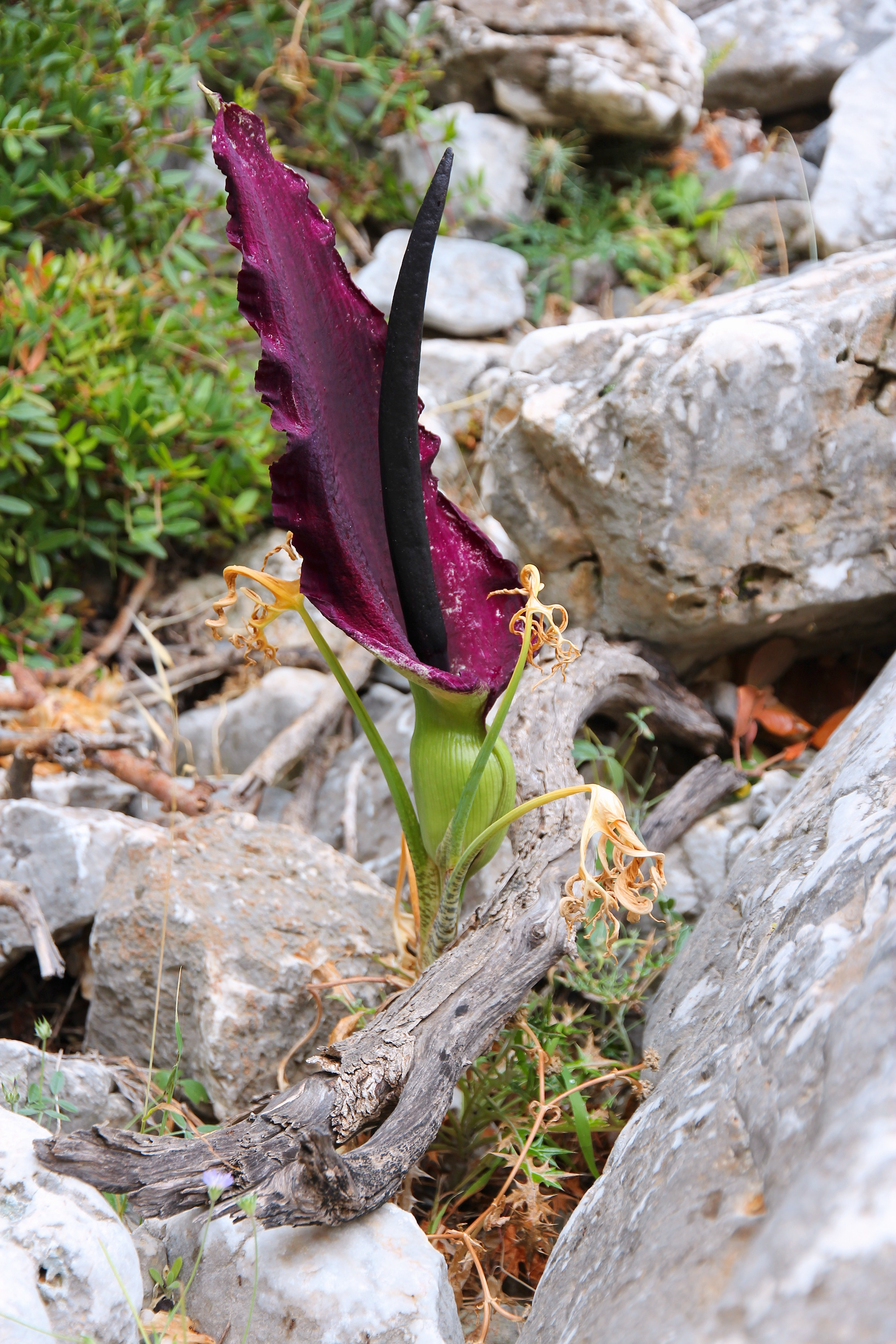
Dracunculus vulgaris em Creta.

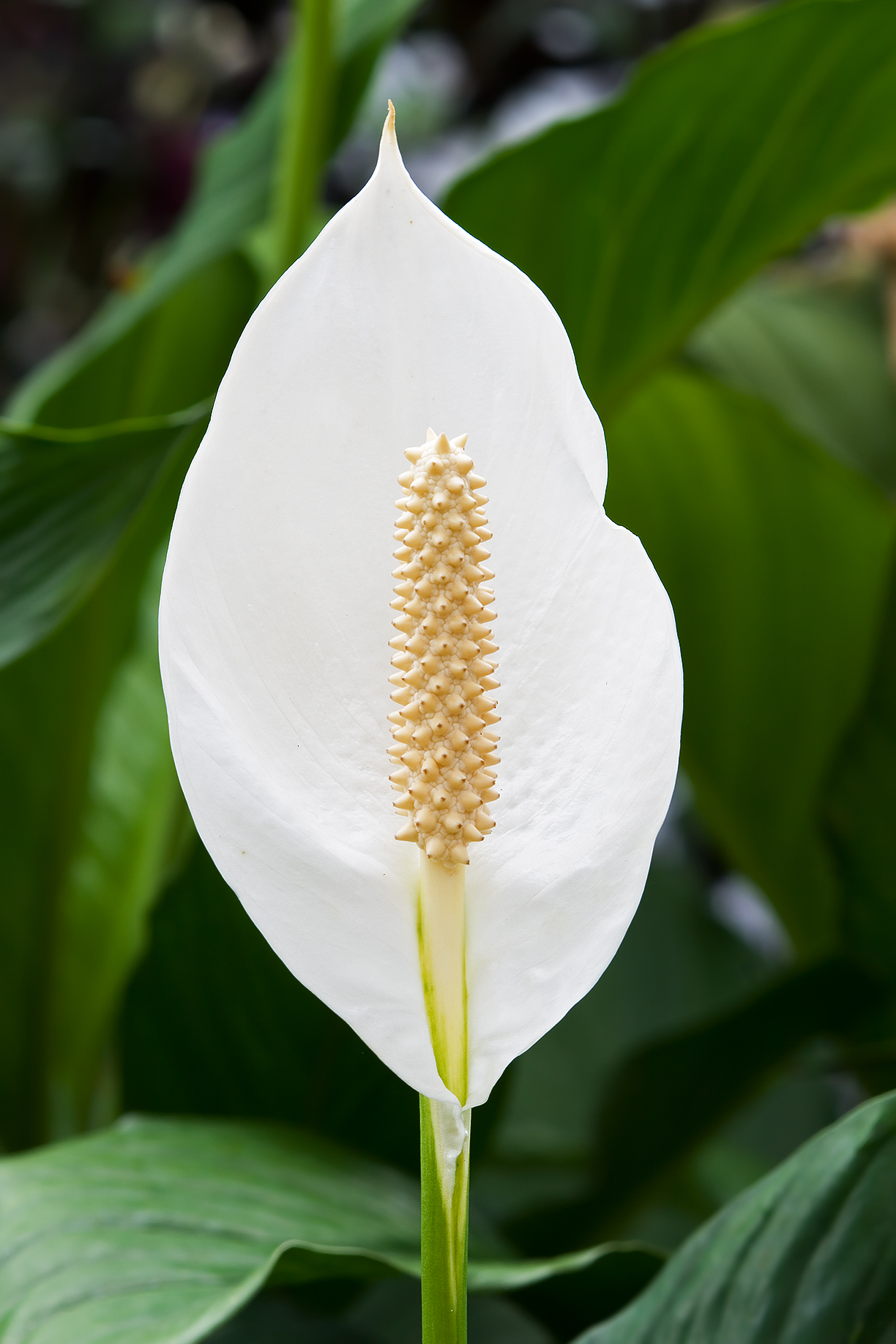
Spathiphyllum cochlearispathum (lírio-da-paz) mostrando os característicos espádice e espata.

Alocasia macrorrhiza.

Anthurium andraeanum (antúrio).

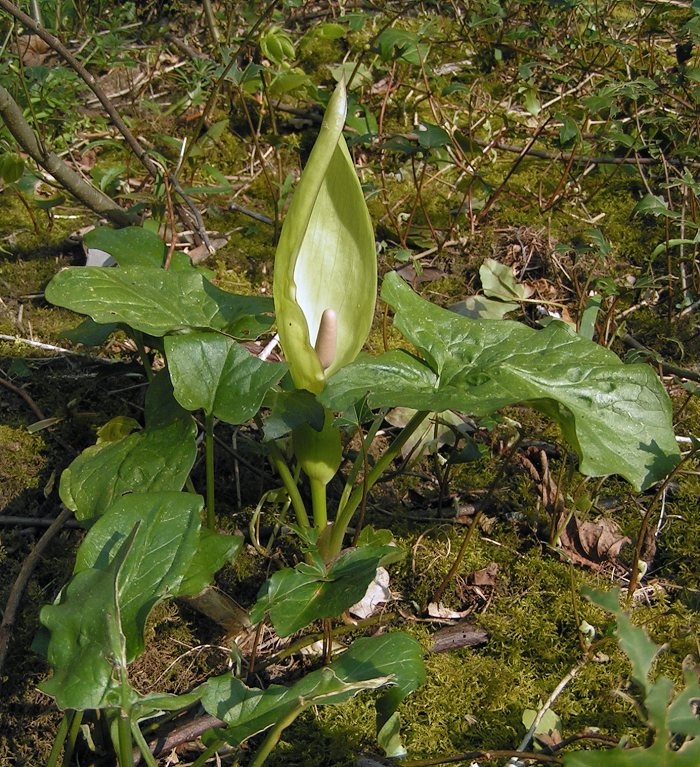
Jarro silvestre da espécie Arum maculatum.

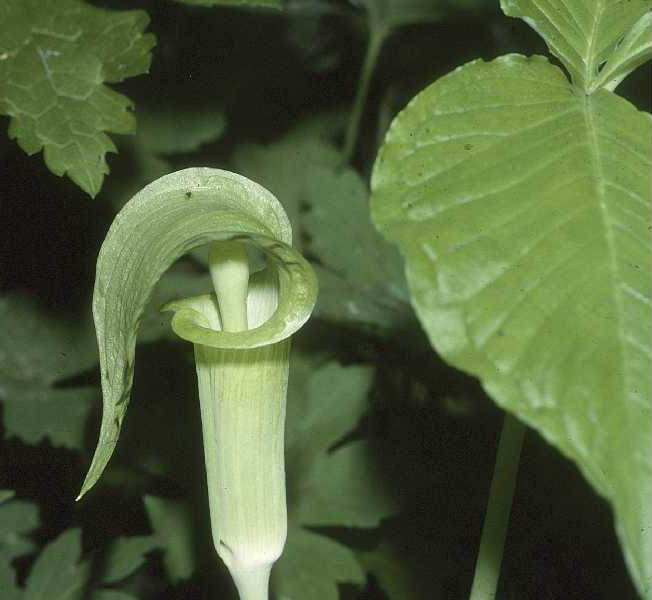
Arisaema triphyllum.

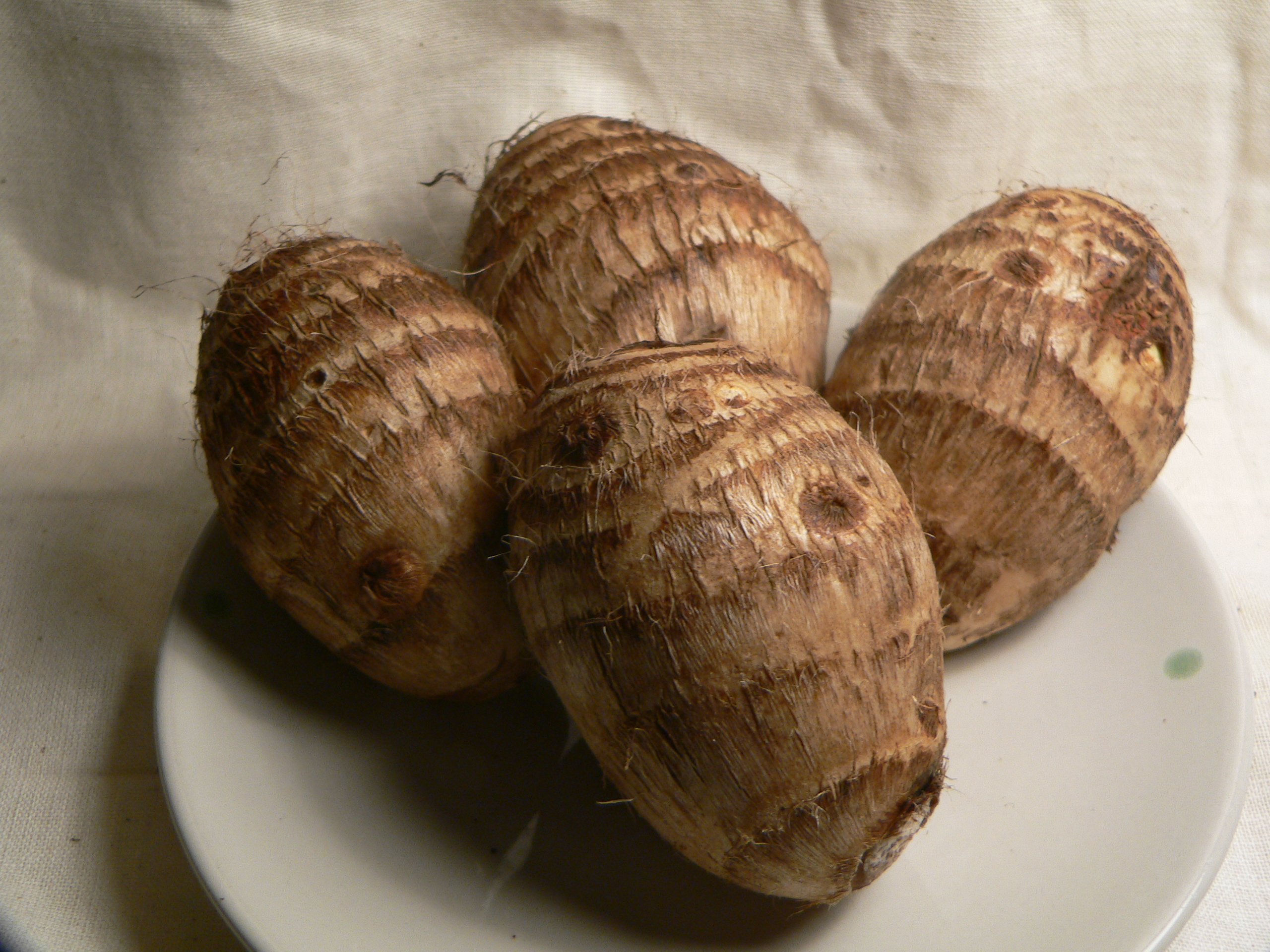
Cormos de Colocasia esculenta (taro).

Araceae (ou aráceas) é uma família monofilética de plantas com flor, monocotiledóneas, da ordem Alismatales, que agrupa de 115 a 129 géneros, com entre 3270, 3305 e 4025 espécies (dependendo do autor). O grupo apresenta uma grande diversidade morfológica que vai das plantas arbustivas às lianas, incluindo plantas aquáticas flutuantes e plantas epífitas, mas tem como características comuns a produção de uma inflorescência do tipo espádice, mesmo que muito modificada, e a presença de ráfides de oxalato de cálcio em células especializadas e compostos químicos associados que causam irritação se ingeridos. A família tem distribuição alargada, com alguns grupos tendencialmente cosmopolitas, mas com predominância para as zonas tropicais, em especial da região neotropical. O registo fóssil do grupo é conhecido desde o Maastrichtiano (c. 70 milhões de anos atrás). A família inclui múltiplas espécies de interesse económico para a produção alimentar (como o taro ou inhame), ou como plantas ornamentais e plantas medicinais.
A maior colecção conhecida de Araceae vivas é mantida no Missouri Botanical Gardens. Outra grande colecção de Araceae em cultura está no Jardim Botânico de Munique, devido aos esforços do especialista em aráceas Josef Bogner.

## Descrição
As Araceae (ou aráceas) são uma família de plantas monocotiledóneas herbáceas, frequentemente designadas por jarro ou arão, que agrupa cerca 117 géneros e mais de 3 700 espécies, fáceis de identificar pela sua inflorescência característica. O nome atribuído à família, deriva do vocábulo latino arum, do grego antigo aron, que designava a colheita ou os produtos do campo.
As espécies da família Araceae são frequentemente rizomatosas ou tuberosas, por vezes contendo cristais de oxalato de cálcio ou ráfides. A morfologia das folhas varia consideravelmente de espécie para espécie. A inflorescência é composta por um espádice, que é quase sempre rodeado por uma folha modificada conhecida por espata. Em aroides monoécios (que possuem flores masculinas e femininas separadas, embora ambos os tipos de flor esteja presentes numa única planta), o espádice é geralmente organizado com as flores femininas na parte inferior e as flores masculinas no topo. Em aroides com flores perfeitas, o estigma já não é receptivo quando o pólen é libertado, prevenindo assim a auto-fertilização. Algumas espécies são dióicas.
Entre as aráceas com valor ornamental encontram-se, entre muitas outras plantas, os conhecidos antúrios (Anthurium), jarros (Zantedeschia), filodendros (Philodendron) e lírios-da-paz (Spathiphyllum). Entre as plantas ornamentais incluídas nesta família contam-se ainda as pertencentes aos géneros Dieffenbachia (comigo-ninguém-pode), Aglaonema, Caladium, Nephthys e Epipremnum (a jibóia), de grande importância nos ecossistemas da floresta húmida, que por serem tolerantes à sombra são utilizados como plantas de decoração de interiores. As espécies do género Cryptocoryne são populares em aquariofilia. A espécie Symplocarpus foetidus é comum na América do Norte.
Entre os géneros mais conhecidos contam-se Anthurium e Zantedeschia, com várias espécies utilizadas para fins ornamentais e para produção de flores de corte, Colocasia e Xanthosoma, cultivados pelos seus cormos amiláceos. Entre as plantas usadas para fins alimentares destacam-se as espécies Colocasia esculenta (taro ou inhame-coco) e Xanthosoma sagittifolium (taioba ou mangará). Embora com menor peso económico, a família inclui espécies fruteiras, como a Monstera deliciosa (cujo fruto é conhecido por fruta-pão-mexicana no Brasil e por delicioso na ilha da Madeira).
A maior inflorescência não ramificada do mundo é produzida por uma arácea, a espécie Amorphophallus titanum (flor-cadáver ou jarro-titã), por vezes chamada erroneamente «a maior flor do mundo». As flores e frutos das espécies do género Wolffia (uma Lemnoideae) são os menores conhecidos.
Em resultado da análise filogenética com base nas técnicas de biologia molecular, a circunscrição taxonómica da família Araceae foi alargada para incluir as lentilhas-de-água (género Lemna e afins), tradicionalmente incluídas na família Lemnaceae, agora transformadas na subfamília Lemnoideae das Araceae. Nestas nova circunscrição, as aráceas não lemnóideas passaram a constituir o grupo aroide, as aráceas tradicionais. A família, nesta nova configuração, é utilizada pelos sistemas de classificação modernos, como o sistema de classificação APG III (2009), o APWeb (2001 adiante) e o APG IV (2016).
Muitas espécies desta família são termogénicas (capazes de produzir calor). As flores das aráceas termogénicas podem atingir até 45 °C, mesmo quando o ar ambiente tenha temperaturas bem mais baixas. Uma das razões que justificam estas temperaturas anormalmente elevadas é a atracção de insectos (geralmente escaravelhos e moscas) para polinizar a planta, premiando os insectos com a energia calorífica. Outra razão é evitar danos nos tecidos da flor em climas frios. Alguns exemplos de Araceae termogénicas são as espécies Symplocarpus foetidus, Amorphophallus titanum, Amorphophallus paeoniifolius, Helicodiceros muscivorus e Typhonium venosum. A espécie Symplocarpus foetidus consegue com o calor gerado nas mitocôndrias do pedúnculo central da suas inflorescências evitar o congelamento dos tecidos florais e os consequentes danos pelo frio, mantendo, mesmo em temperaturas ambientes abaixo de zero, a temperatura interna da flor constante a 20 °C.
Espécies como Amorphophallus titanum e Symplocarpus foetidus emitem um forte odor pungente, semelhante a carne podre, destinado a atrair as moscas que polinizam a planta. O calor produzido pela flor ajuda a dispersar o cheiro, permitindo que se propague a maior distância.

### Morfologia
Introdução teórica em Terminologia descritiva das plantas
Os membros da família das Araceae são plantas monocotiledóneas herbáceas, por vezes arborescentes ou escandentes (como lianas). Em todo o grupo, as folhas são simples, inteiras ou lobadas, por vezes fenestradas (com o limbo perfurado), em geral grandes. A subfamília da Lemnoideae distinguem-se marcadamente das restantes por apresentarem o corpo vegetativo reduzido e globoso a taloide.
O que em geral em primeira observação se considera como flor é na realidade uma inflorescência, já que as flores são pequenas, com perianto nulo ou com 4-8 peças escamosas. A inflorescência é em geral um espádice (espiga de eixo carnoso, rodeada por uma espata, que pode ser confundida com uma grande "pétala"). Os frutos são na grande maioria das espécies do tipo baga.

### Descrição botânica
A maioria das espécies apresenta ráfides ondulados formados por cristais de oxalato de cálcio no interior de células especializadas, as quais em geral contêm outros compostos químicos associados que causam irritação nas mucosas dos animais, nomeadamente na boca e garganta, se ingeridos. Entre os compostos frequentemente presentes estão os glucósidos cianogénicos, muitas vezes associados a alcaloides. Muitas espécies apresentam lacticíferos, canais de mucilagem ou canais de resina, produzindo um látex aquoso ou leitoso.
Hábito, raízes e folhas
As aráceas são maioritariamente ervas terrestres ou aquáticas, podendo contudo ser trepadeiras com raízes aéreas, epífitas ou aquáticas flutuantes, as últimas muitas vezes reduzidas a um corpo vegetativo mais ou menos taloide. Os caules são frequentemente rizomatosos, ou cormos. Em alguns casos as plantas são tuberosas.
As raízes são muitas vezes micorrízicas, sem pelos radiculares.
As folhas apresentam filotaxia alternada e espiral, por vezes dísticas ou basais, bifaciais, usualmente simples, com a lâmina em geral bem desenvolvida, por vezes fortemente lobada, pinada ou palmada, composta ou fenestrada, usualmente inteira, com venação paralela, peni-paralela ou reticulada, embainhante na base. Sem estípulas, mas com pelos glandulares ou pequenas escamas por vezes presentes na região do nodo adentro da bainha da folha
As folhas são basais nas espécies epífitas e nas lianas distribuem-se alternadamente pelo caule. São pecioladas, grandes, coriáceas, inteiras ou recortadas ou lobadas. São exceções entre as monocotiledóneas, quanto ao formato, nervação e coloração distinta nas duas faces. São plantas de hábito terrestres ou epífitas, raramente aquáticas, geralmente herbáceas. O caule nas terrestres é curto e subterrâneo, nas epífitas é comprido e trepador.
Os caules e folhas apresentam pelos simples, sendo contudo muitas as espécies que são glabras.
Inflorescência e flor
As inflorescências são indeterminadas, usualmente terminais, formando uma espiga de numerosas flores pequenas densamente inseridas ao longo de um eixo carnoso (o espádice), que pode ser estéril no ápice, por vezes parcialmente encerrada por uma grande bráctea, semelhante a uma folha ou a uma pétala (a espata). A inflorescência é reduzida a 1-4 flores num pequeno invólucro nos taxa aquáticos flutuantes (Lemnoideae).
Nos aroides (subfamília aroideae) monoicos, as flores femininas estão dispostas no espádice na parte inferior, enquanto que as flores masculinas estão dipostas na parte superior. Nos aroides com flores completas, os carpelos atingem a maturação antes dos estames, prevenindo, assim, a autopolinização. Há ainda espécies dioicas. Androceu, em geral com 2 a 4 estames. Gineceu de ovário súpero ou ínfero, com um a vários lóculos contendo número variável de óvulos.
As flores são pequenas, bissexuais a unissexuais (plantas usualmente monoicas), de simetria radial, sem brácteas individuais, sésseis, por vezes olorosas. Normalmente as flores femininas são dispostas na região proximal e as masculinas na distal do espádice.
Tépalas usualmente 4-6 (raramente 8), em 2 verticilos, ou ausentes, separadas a conatas basalmente, inconspícuas e muitas vezes carnosas, valvadas ou imbricadas. Hipanto ausente.
Os estames são 4, 6 ou 8 (raramente 1-12), filamentos separados a conatos, anteras por vezes poricidas (abrindo-se por poros), ou de deiscência longitudinal ou transversal, separados a conatos. Nas flores bissexuais, os estames são antitépalos (as peças estão dispostas no mesmo raio das tépalas). Sem nectários. Pólen variado, mas frequentemente espinhoso.
Os carpelos são usualmente 3 (raramente 1-cerca de 50), conatos, ovário usualmente súpero, usualmente tantos lóculos como carpelos, placentação variada. 1 estilo e 1 estigma, pontado ou capitado, curto, ou ausente.
Os óvulos são de apenas um a numerosos por carpelo, anátropos a ortótropos (usualmente anátropos e bitégmicos).
A espécie Amorphophallus titanum é notável por produzir uma das inflorescências mais conspícuas de entre todas as angiospérmicas, enquanto as espécies do género Wolffia (uma Lemnoideae) produzem as flores mais pequenas que se conhecem.
Fruto e semente
O fruto ocorrem agrupados numa infrutescência, sendo usualmente bagas, mas ocasionalmente são utrículos, drupas ou semelhantes a nozes.
As sementes são oleosas (por vezes também com amido), endospermadas (embora nalguns casos o endosperma esteja ausente), com uma cobertura seminal por vezes carnosa.
| Características morfológicas gerais das Araceae | Características morfológicas gerais das Araceae                          |
| Estrutura                                       | Observação                                                               |
| ----------------------------------------------- | ------------------------------------------------------------------------ |
| Folhas                                          | Alternas e espiraladas ou dísticas                                       |
| Estípulas                                       | Ausentes, pêlos glandulares ou pequenas escamas às vezes presentes no nó |
| Inflorescências                                 | Indeterminadas                                                           |
| Flor                                            | Pequenas, bissexuais ou unissexuais (geralmente monóicas)                |
| Tépalas                                         | Geralmente 4-6 ou ausentes                                               |
| Estames                                         | 1-6 (-12)                                                                |
| Filetes                                         | Livres e conatos                                                         |
| Anteras                                         | Às vezes abrindo por poros                                               |
| Grão de pólen                                   | Variados                                                                 |
| Carpelos                                        | Geralmente 2-3, conatos                                                  |
| Ovário                                          | Geralmente supero, placentação variada                                   |
| Óvulos                                          | 1 a numerosos, anátropos a artrópos                                      |
| Estigma                                         | 1, pontuado ou capitado ou ausente                                       |
| Perianto                                        | bisseriado e 2 + 2 ou 3 + 3 [4 + 4] ou ausente                           |
| Gineceu                                         | Sincarposo                                                               |
| Nectários                                       | Ausentes                                                                 |
| Frutos                                          | Geralmente baga, mas ocasionalmente utrículo, drupa ou do tipo noz.      |
| Endosperma                                      | Às vezes ausente                                                         |
| Polinização                                     | Vários grupos de insectos, principalmente coleópteros, moscas e abelhas  |
| Sementes                                        | Oleosas, por vezes também amiláceas                                      |

## Ecologia e distribuição
A família tem distribuição natural do tipo cosmopolita, mas está melhor representada nas regiões tropicais e subtropicais, sendo aí muito comum em bosques com forte ensombramento e em terrenos húmidos.
As inflorescências de Araceae são polinizadas por muitos grupos de insectos, especialmente coleópteros, moscas e abelhas. A inflorescência usualmente produz um forte odor e muitas vezes também calor. O gineceu matura antes do androceu, e quando as flores são unissexuais, as flores femininas maturam antes das masculinas, facilitando a polinização cruzada.
Em Arisaema, as plantas pequenas (geralmente jovens) são masculinas e as maiores (de mais idade) são femininas, o que facilita a polinização cruzada.
A dispersão das bagas verdes a brilhantemente coloridas é presumivelmente efectuada por aves ou mamíferos. Os utrículos de Lemna e afins são dispersos pela água.
A família tem o seu centro de diversidade nas zonas tropicais do Novo Mundo (no Neotropis), embora seja tendencialmente de distribuição cosmopolita e também ocorra com múltiplas espécies nas zonas tropicais e subtropicais do Velho Mundo (Paleotropis), incluindo a Malésia e a Austrália, e pelas regiões temperadas mais quentes do Hemisfério Norte.
Em 2012 estavam listadas como validamente descritas 3305 espécies da família Araceae, das quais 1889 tinham distribuição natural restrita ao Neotropis, cerca de 1105 ocorriam na Ásia, 152 eram nativas da África, 23 espécies eram da Austrália, 78 espécies da Bacia Mediterrânica, 20 espécies eram endemismos das ilhas Mascarenhas e 7 eram nativas da América do Norte. Apenas 2 espécies ocorrem nas zonas boreais e 29 espécies apresentam distribuição circuntropical. Na Europa Central apenas ocorrem os géneros Arum, Calla, Wolffia, Spirodela e Lemna, com a espécie Pinellia ternata naturalizada a partir de fugas de jardim.

## Filogenia
Introdução teórica em Filogenia
Apesar da existência de muitas espécies, com uma grande variedade morfológica, existiu dificuldade de fossilização, o que dificultou os estudos sobre a filogenia das Araceae que permitissem lançar alguma luz sobre a evolução da família. Ainda assim, estima-se, através de estudos da variabilidade genética, que as Araceas tenham de 105 a 128 milhões de anos. O registo fóssil conhecido remonta a cerca de 70 milhões de anos atrás, ao Maastrichtiano (Cretáceo Superior).
Apesar disso, a monofilia das Araceae, apóa a adição das Lemnoideae e como aqui circunscrita, passou a ser considerada segura com base na morfologia (Grayum 1990, Mayo et al. 1995
) e sequências de ADN cp (Chase et al. 1993, French et al. 1995). Com estas circunscrição taxonómica a família é provavelmente o grupo irmão do resto das famílias de Alismatales (Chase et al. 1995b, Dahlgren & Rasmussen 1983, Dahlgren et al. 1985, Stevenson & Loconte 1995), sendo por isso na actualidade considerada como parte dessa ordem de monocotiledóneas.
Para garantir a monofilia das Araceae, alguns géneros de minúsculas plantas aquáticas flutuantes com morfologia muito simplificada, entre os quais Spirodela, Landoltia, Lemna, Wolffia e Wolffiella, foram segregadas na família Lemnaceae (ver Cronquist 1981, Dahlgren et al. 1985, den Hartog 1975, Landolt 1980, 1986, Landolt & Kandeler 1987), mas agora são vistos como aráceas fortemente modificadas (French et al. 1995, Mayo et al. 1995, Stockey et al. 1997, Tam et al. 2004). Nesses géneros, em Lemna, Landoltia e Spirodela a espata está representada por uma bainha membranosa, mas falta completamente em Wolffia e Wolfiella. Embora sejam também plantas aquáticas, as sequências de rbcL colocam o género aquático flutuante Pistia, de muito maiores dimensões, na subfamília Aroideae, mostrando que o género não é estreitamente aparentada com Lemna e com as demais Lemnoideae (French et al. 1995).
Com essa circunscrição, a família Araceae foi dividida em oito sub-famílias com base na variação de hábito, filotaxia e morfologia das folhas, estrutura da inflorescência, morfologia floral, estrutura do grão de pólen, anatomia e número de cromossomas (Grayum 1990). O estabelecimento das relações filogenéticas foi também feito dentro das Araceae através do estudo de sequências de rbcL (French et al. 1995), de trnL-F (Tam et al. 2004) e morfologia (Mayo et al. 1998).
Os géneros Gymnostachys, Orontium, Symplocarpus e afins apresentam caules curtos e condensados que, apesar de não serem exactamente cormosos, são engrossados. Esta característica coloca este agrupamento como o clado irmão do resto da família. A maioria do resto das aráceas estão unidas pelas morfologia das folhas, todas com lâmina expandida, pelas presença de um internodo grande na inflorescência entre a espata e a folha imediatamente abaixo, pela formação de uma continuação do caule na axila da penúltima folha abaixo da espata e pela placentação mais ou menos basal.
Os taxa monoicos compreendem um grande clado, as Aroideae, com 74 géneros (entre os quais Zamioculcas, Dieffenbachia, Spathicarpa, Philodendron, Caladium, Syngonium, Aglaonema, Zantedeschia, Amorphophallus, Peltandra, Asarum, Arum, Arisaema, Alocasia, Colocasia e Pistia).
Um segundo grande clado, as Monsteroideae, está delimitado com base na presença de uma espata indiferenciada (sem porção tubular) que é precocemente decídua ou marcescente, com uma zona de abcisão basal diferenciada. Este grupo inclui géneros como Monstera, Scindapsus e Epipremnum. O género Spathiphyllum, e afins, pode ser aparentado com este grupo.
Pothos, e os seus parentes, e Anthurium formam as Pothoideae, um grupo de espécies caracterizadas por uma venação fina da folha, com nervuras secundárias e terciárias cruzadas com as primárias (Mayo et al. 1998).

## Taxonomia

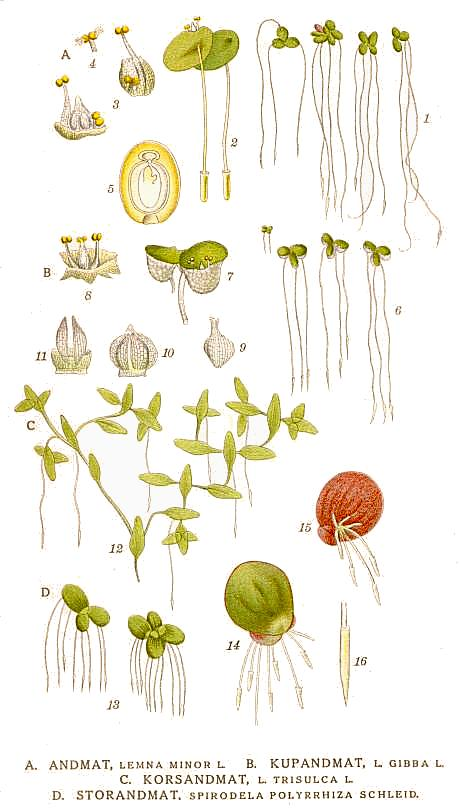
Ilustração de diversas espécies da subfamília Lemnoideae.

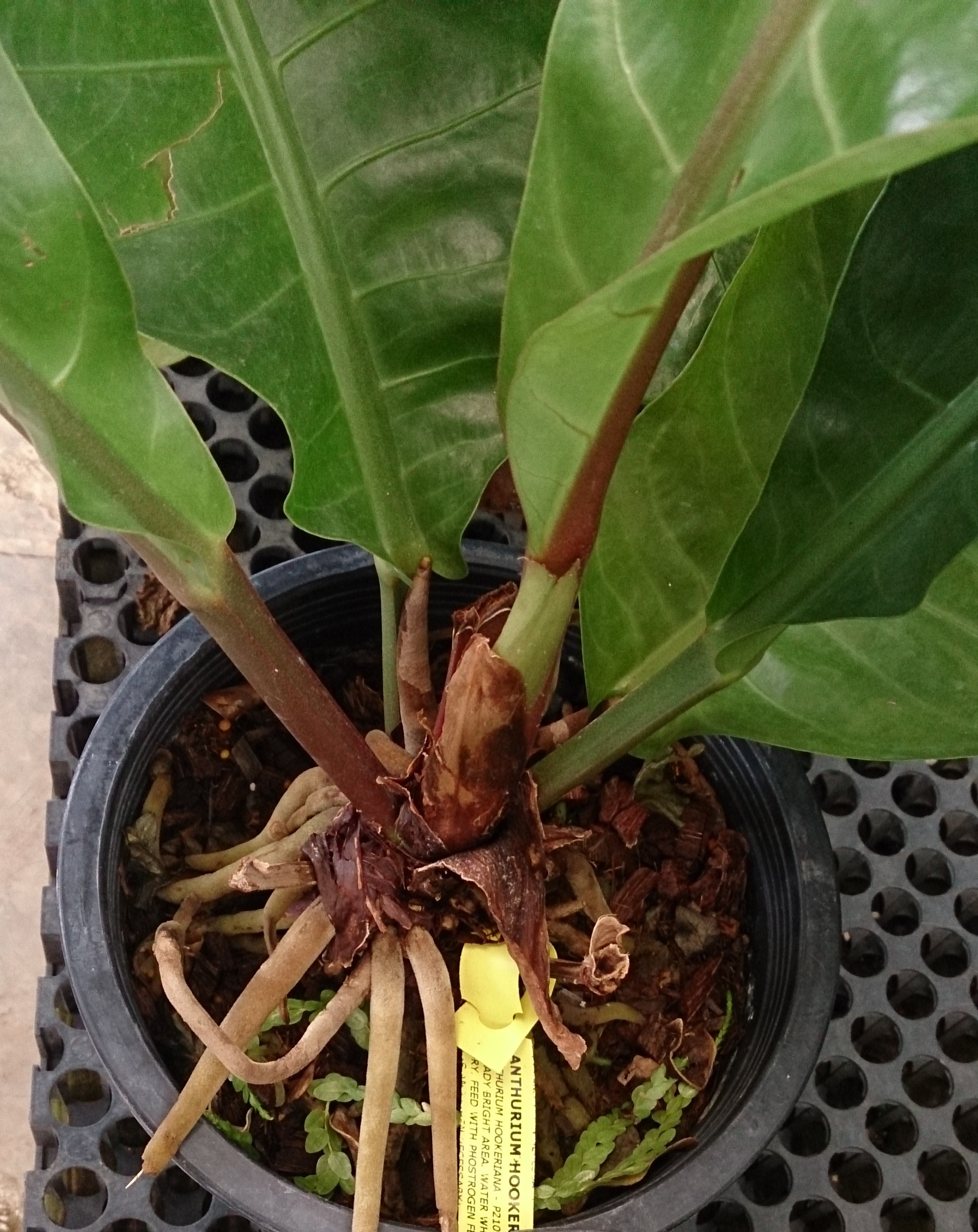
Subfamília Pothoideae: tribo Anthurieae: Anthurium hookeri com raízes aéreas.

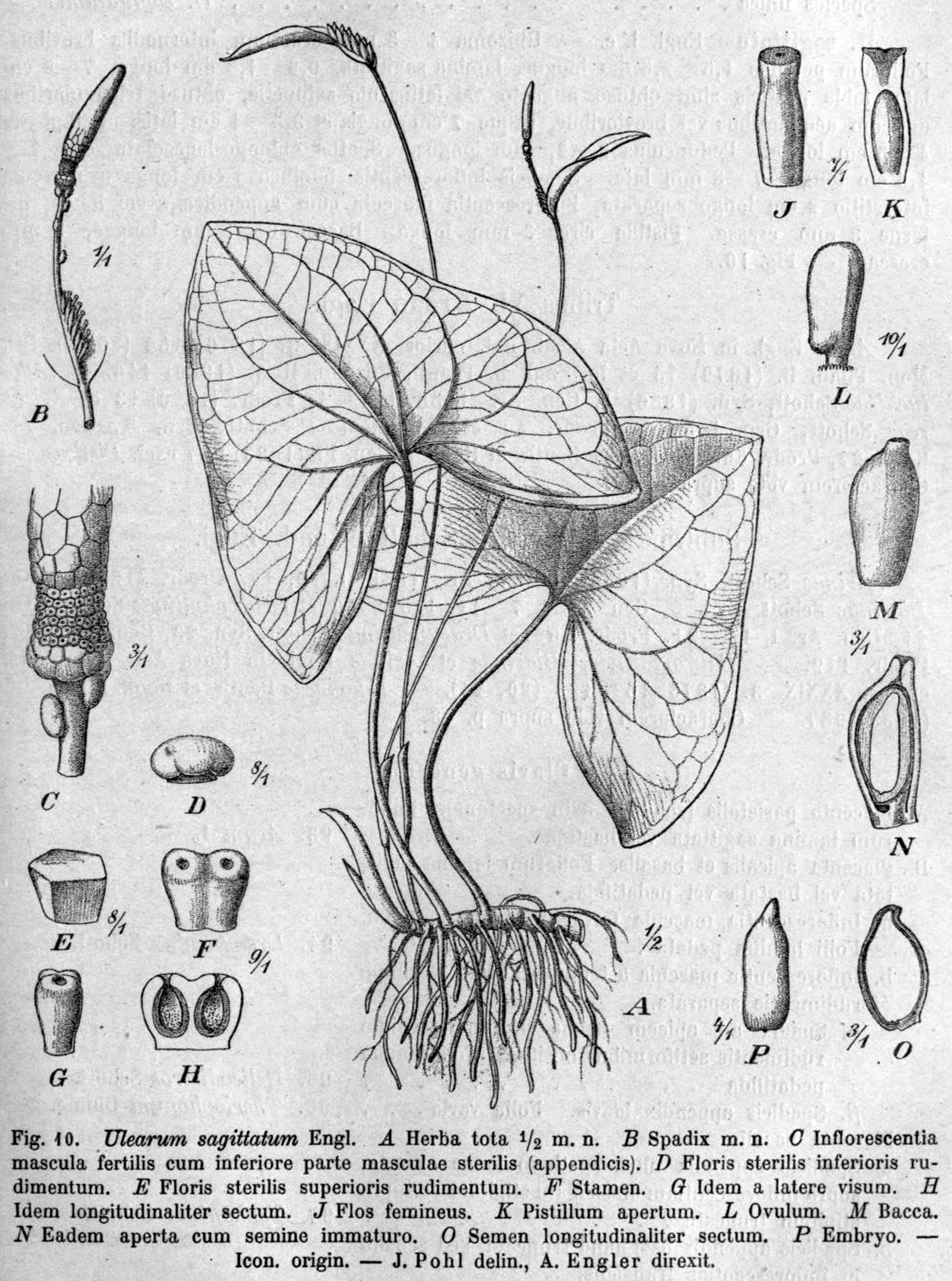
Tribo Zomicarpeae: ilustração de Ulearum sagittatum.

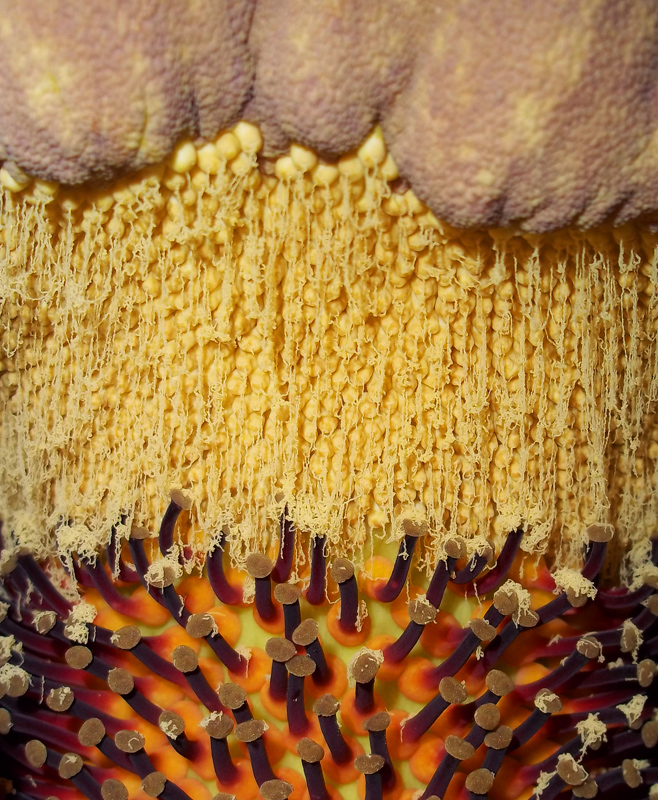
Espádice de uma flor masculina de Amorphophallus titanum.

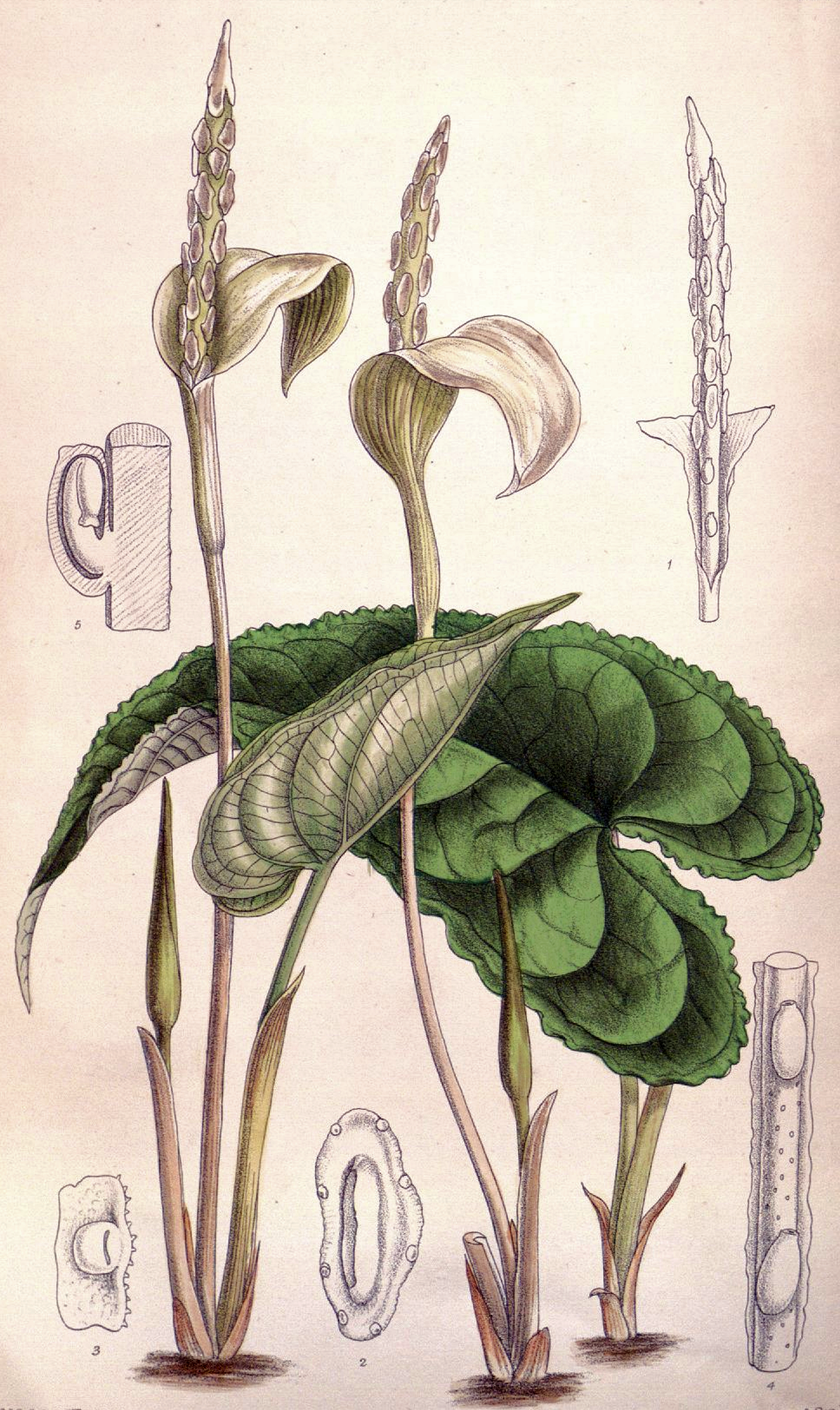
Tribo Caladieae: ilustração de Hapaline brownii.

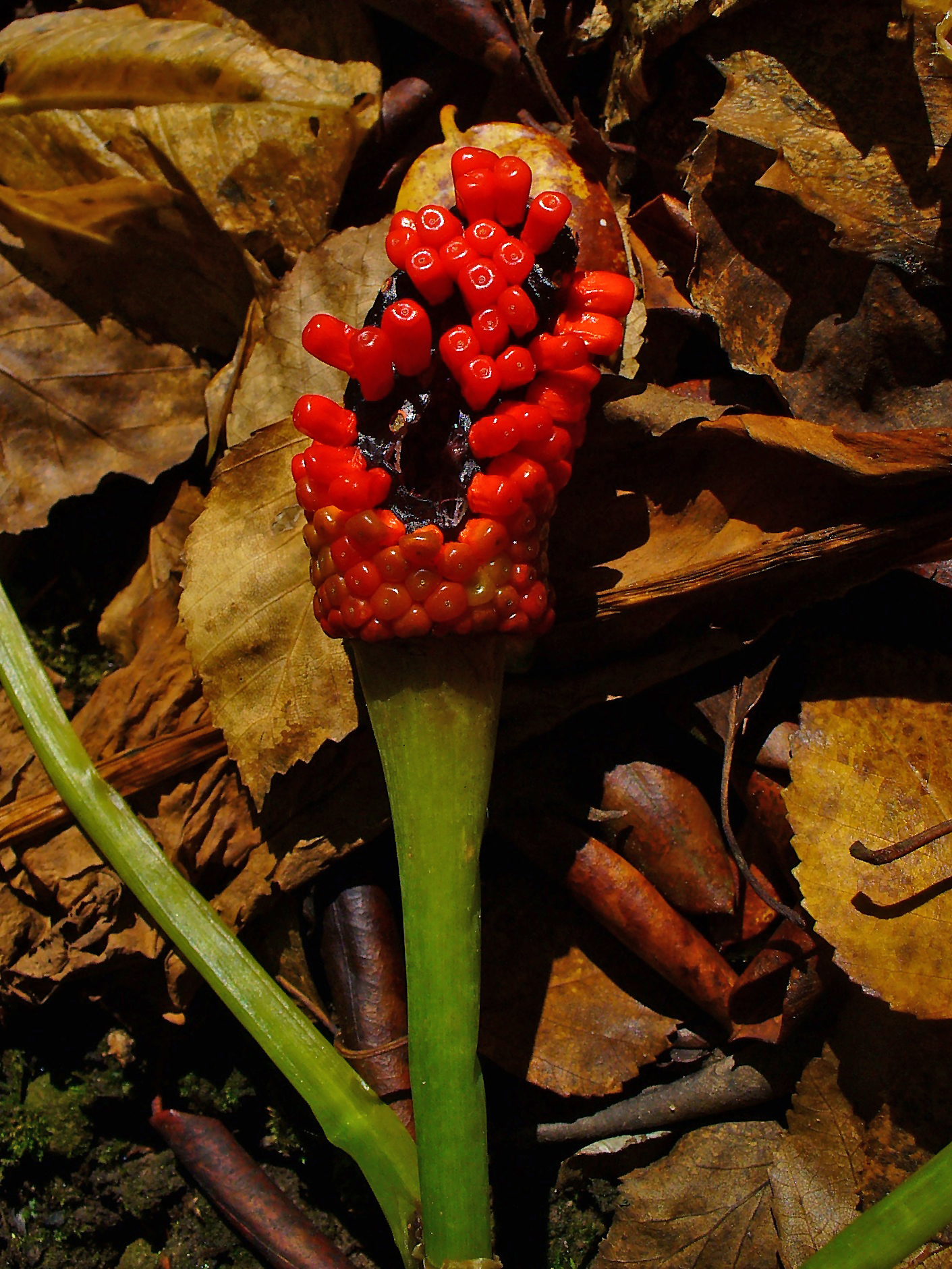
Tribo Arisaemateae: infrutescência com bagas maduras de Arisaema engleri.

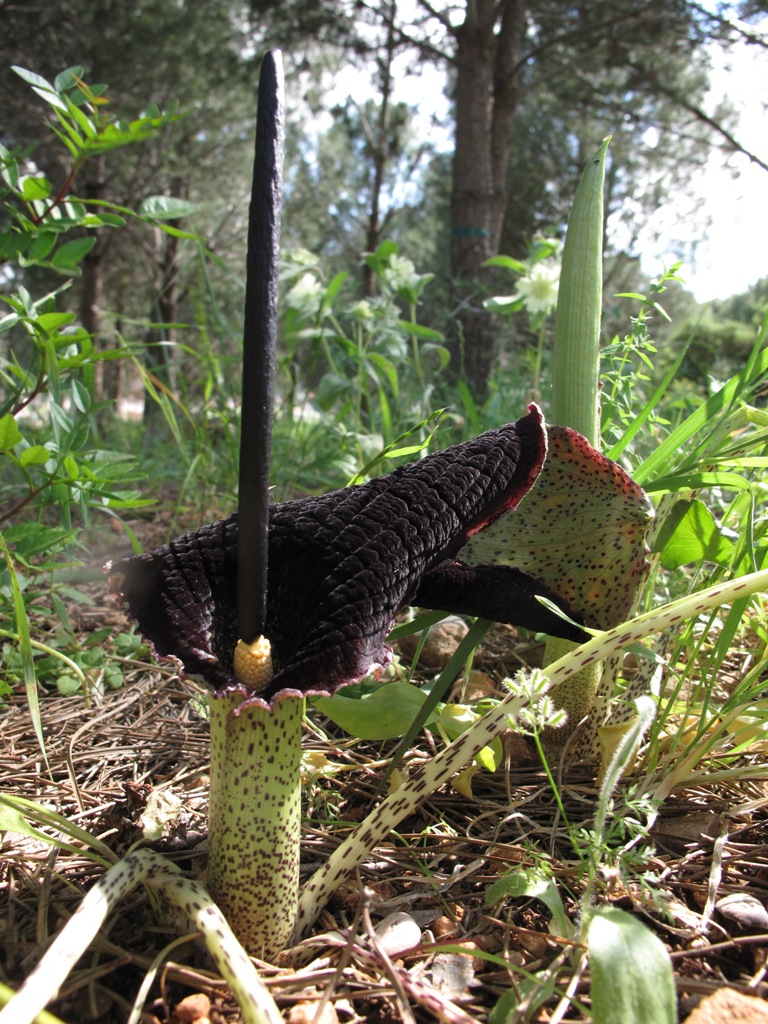
Tribo Areae: inflorescência de Eminium spiculatum.

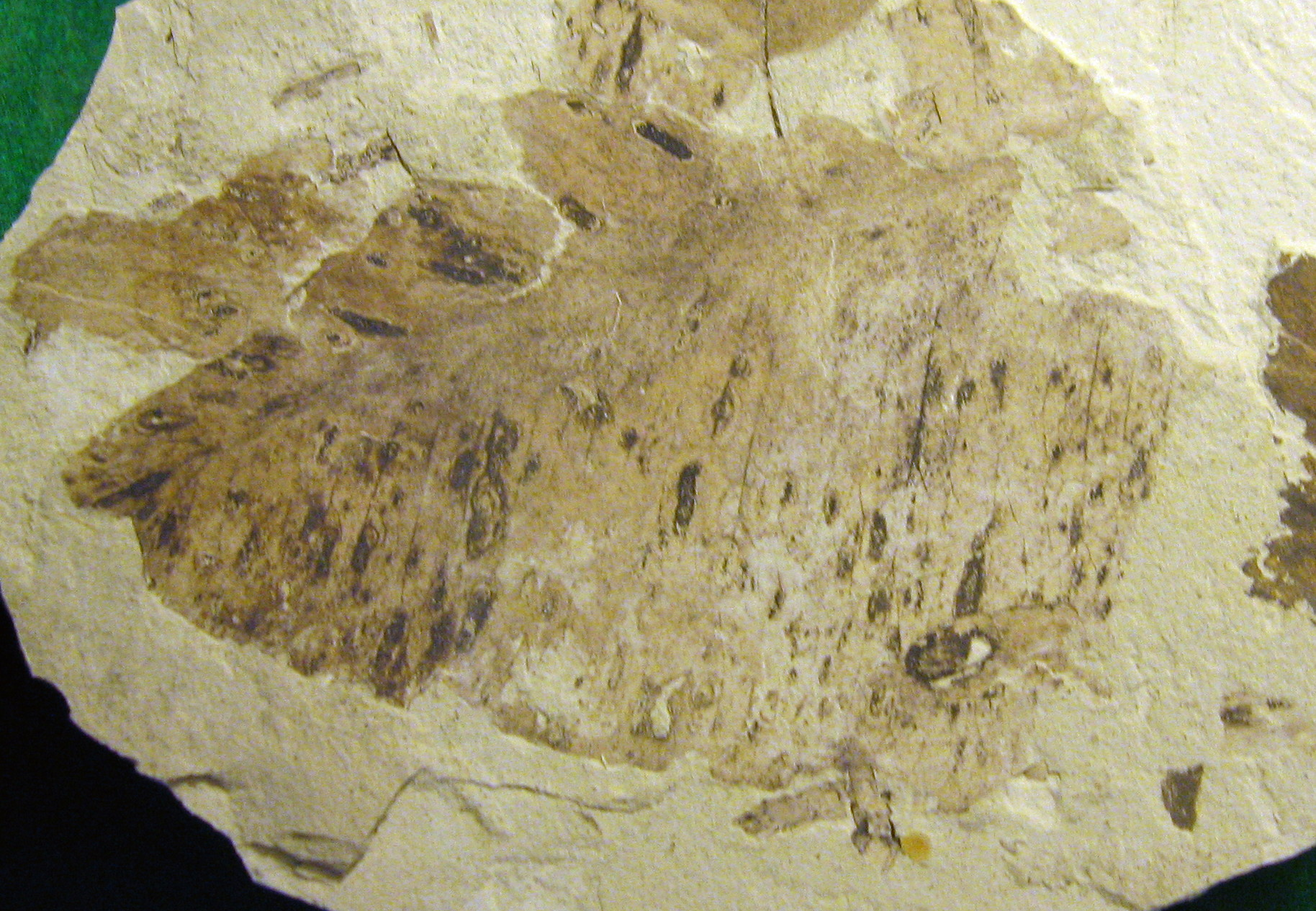
Folhas fósseis da espécie extinta Orontium wolfei da Klondike Mountain Formation, Ferry County, Washington, com 48,5 milhões de anos.

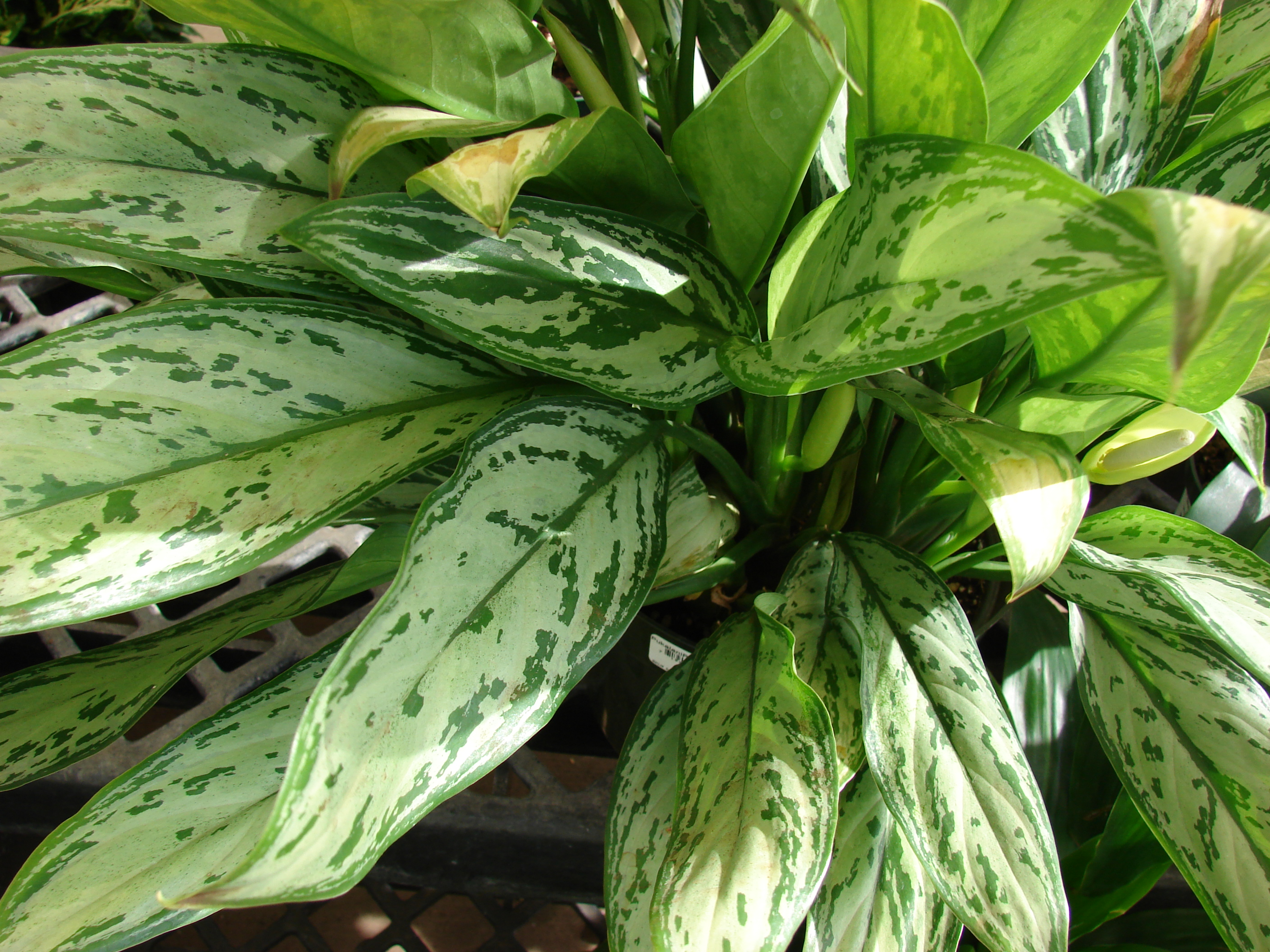
Subfamília Aroideae (tribo Aglaonemateae): Aglaonema commutatum como planta de vaso.

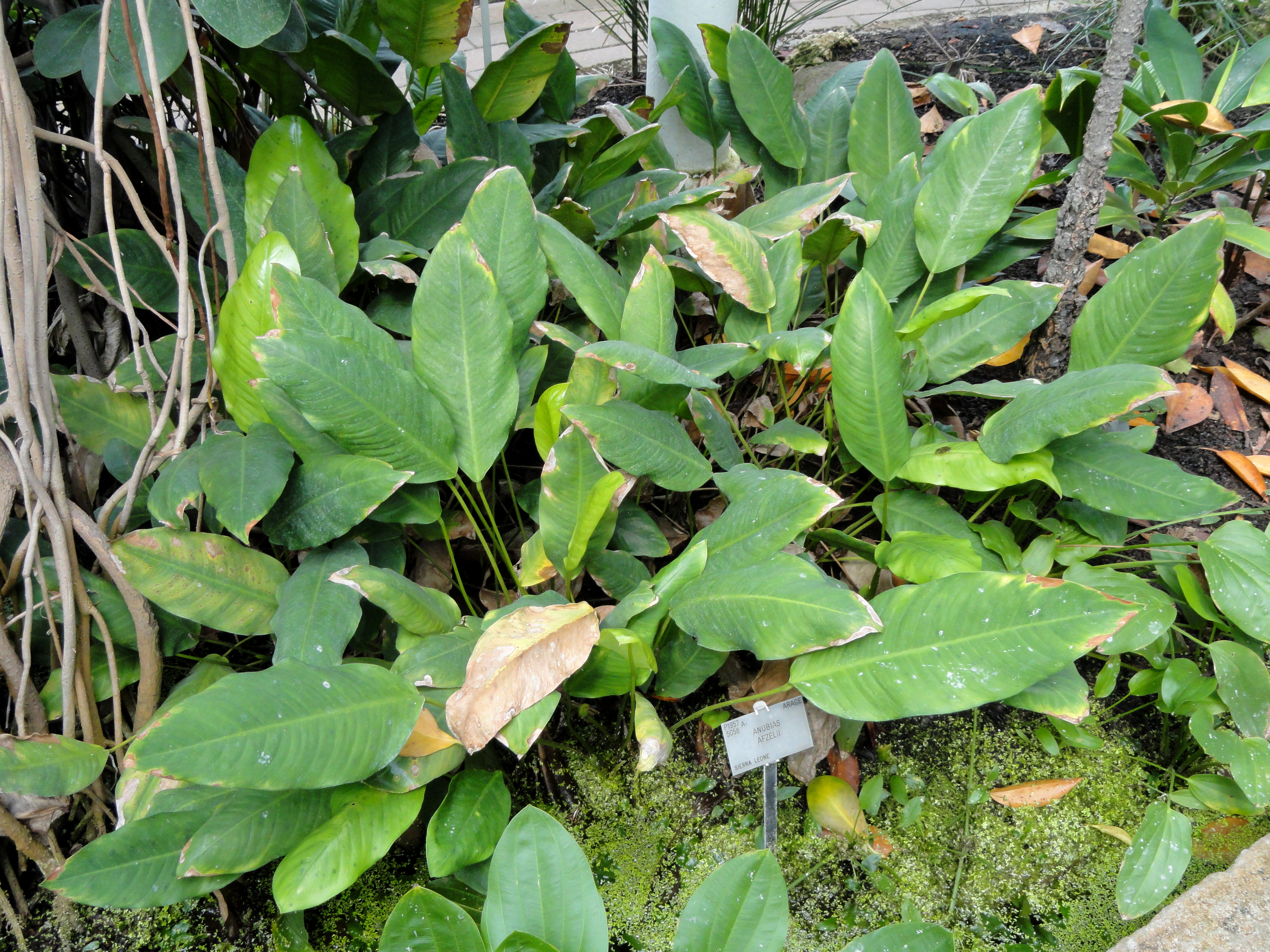
Subfamília Aroideae (tribo Anubiadeae): hábito e folhagem de Anubias afzelii.

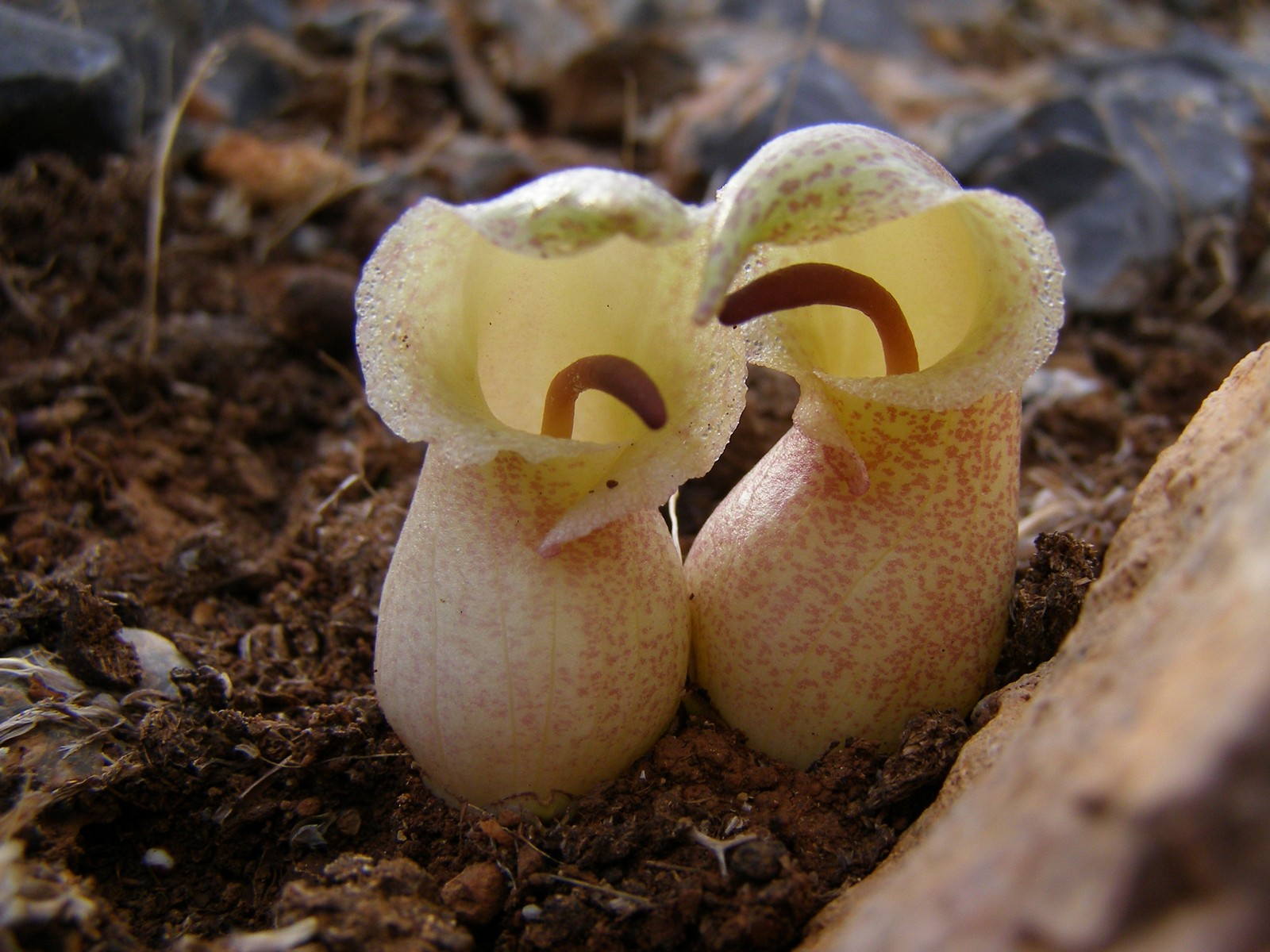
Subfamília Aroideae (tribo Areae): inflorescência de Biarum davisii, um endemismo de Creta.

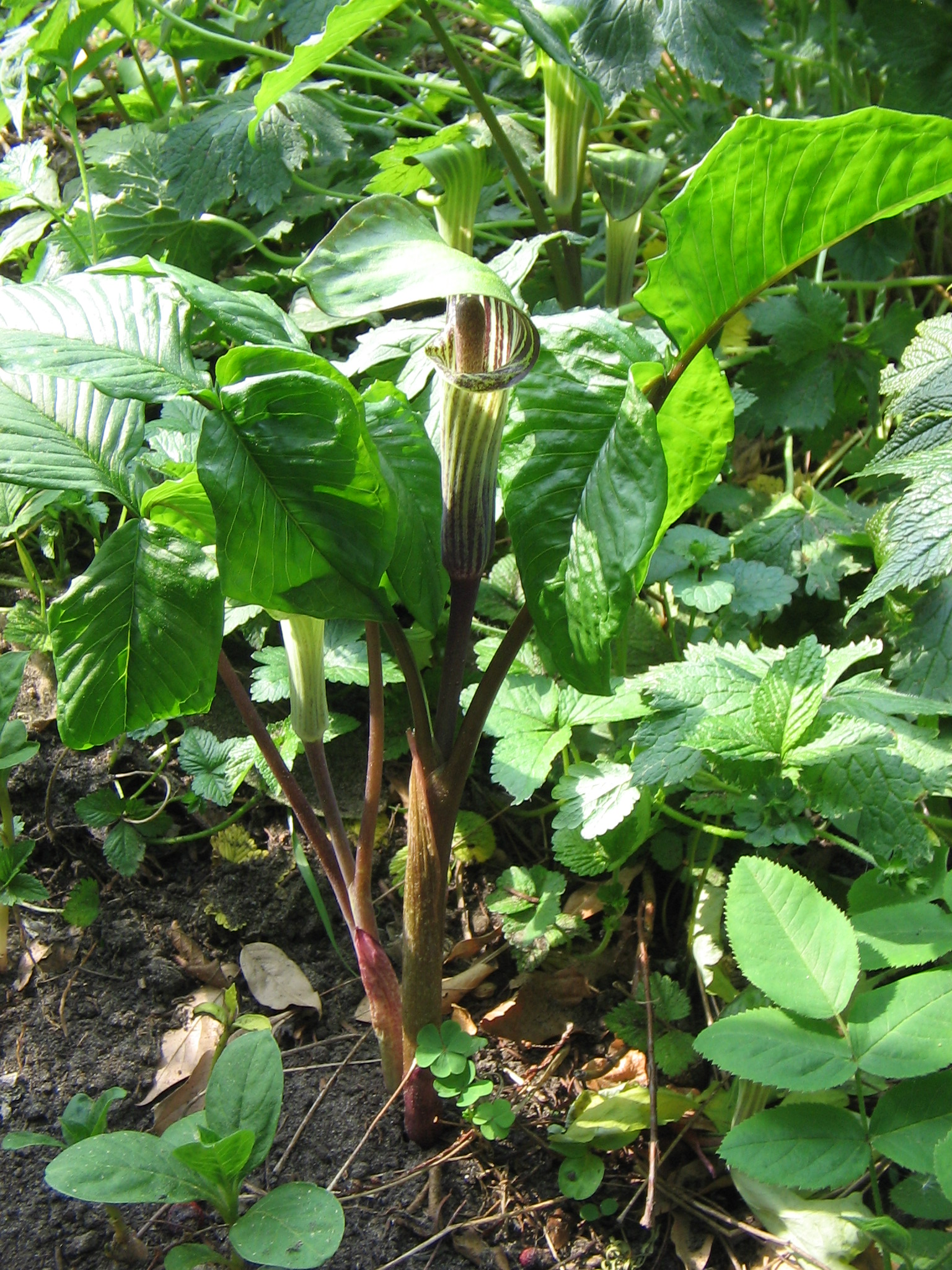
Subfamília Aroideae (tribo Arisaemateae): hábito, folhagem e inflorescência de Arisaema triphyllum.

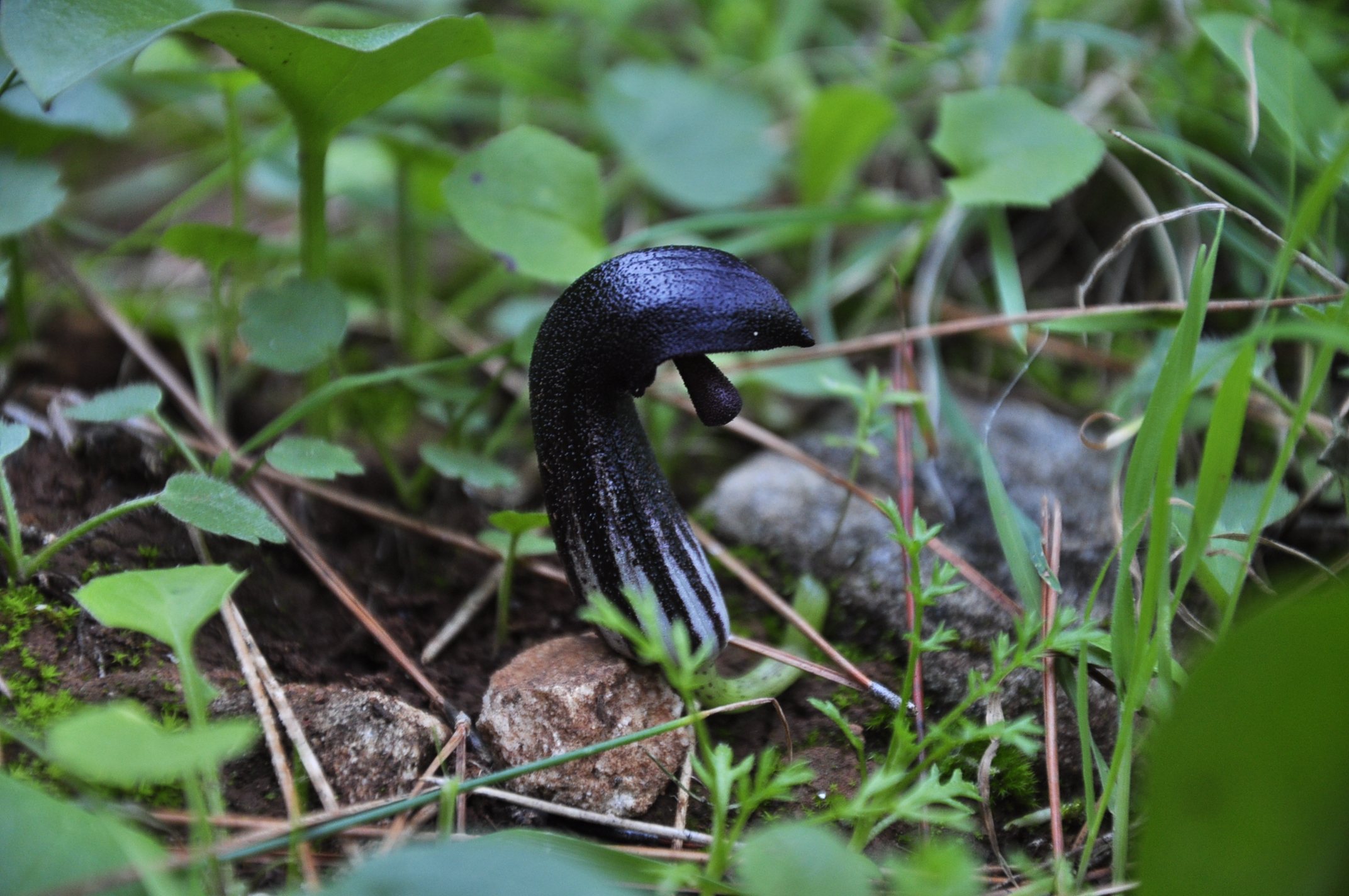
Subfamília Aroideae (tribo Arisareae): inflorescência de Arisarum simorrhinum.

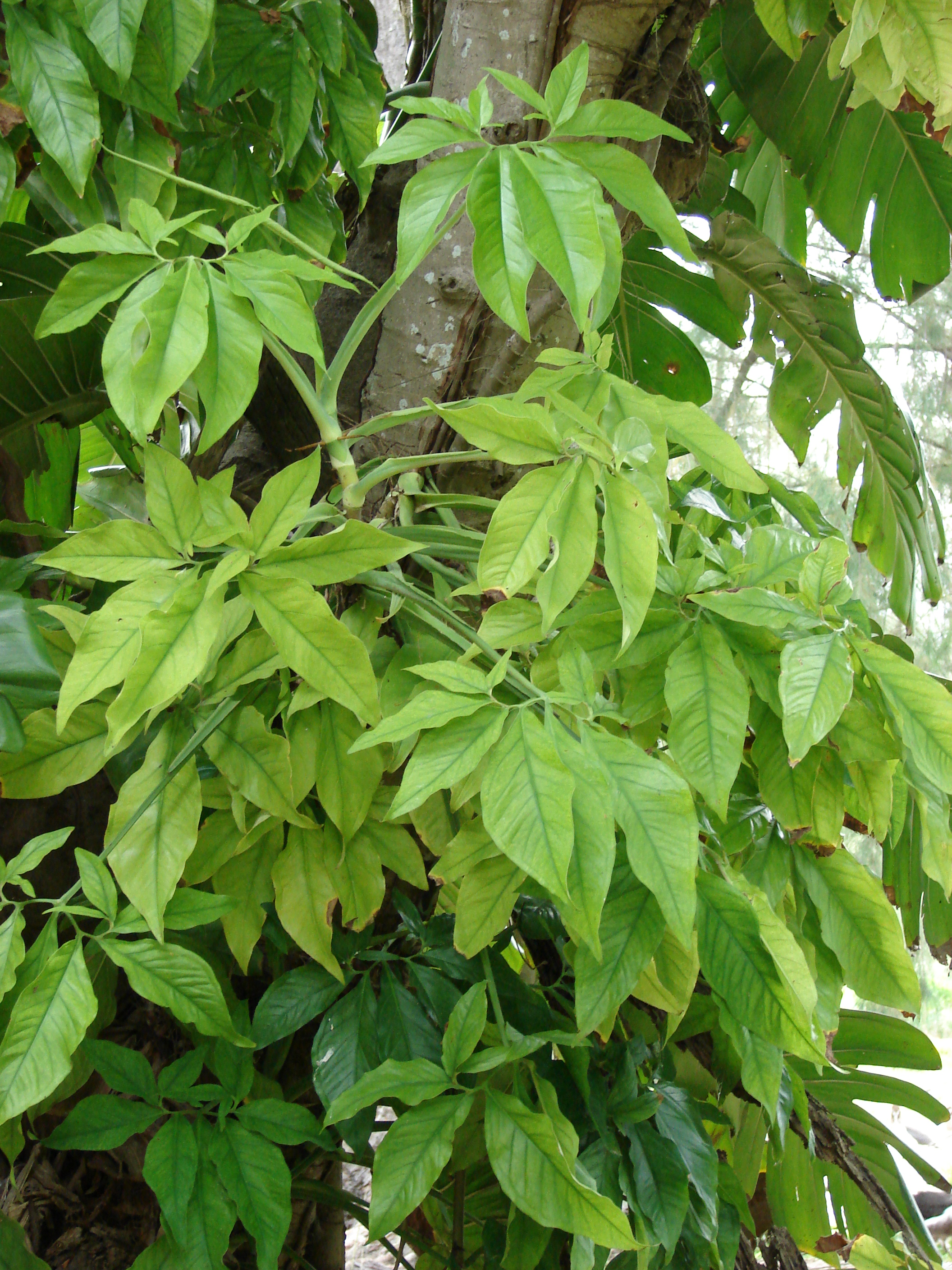
Subfamília Aroideae (tribo Caladieae): hábito e folhagem de Syngonium podophyllum.

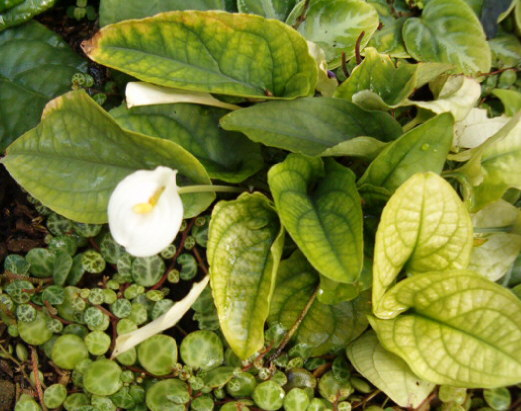
Subfamília Aroideae (tribo Callopsideae): hábito, folhagem e inflorescência de Callopsis volkensii.

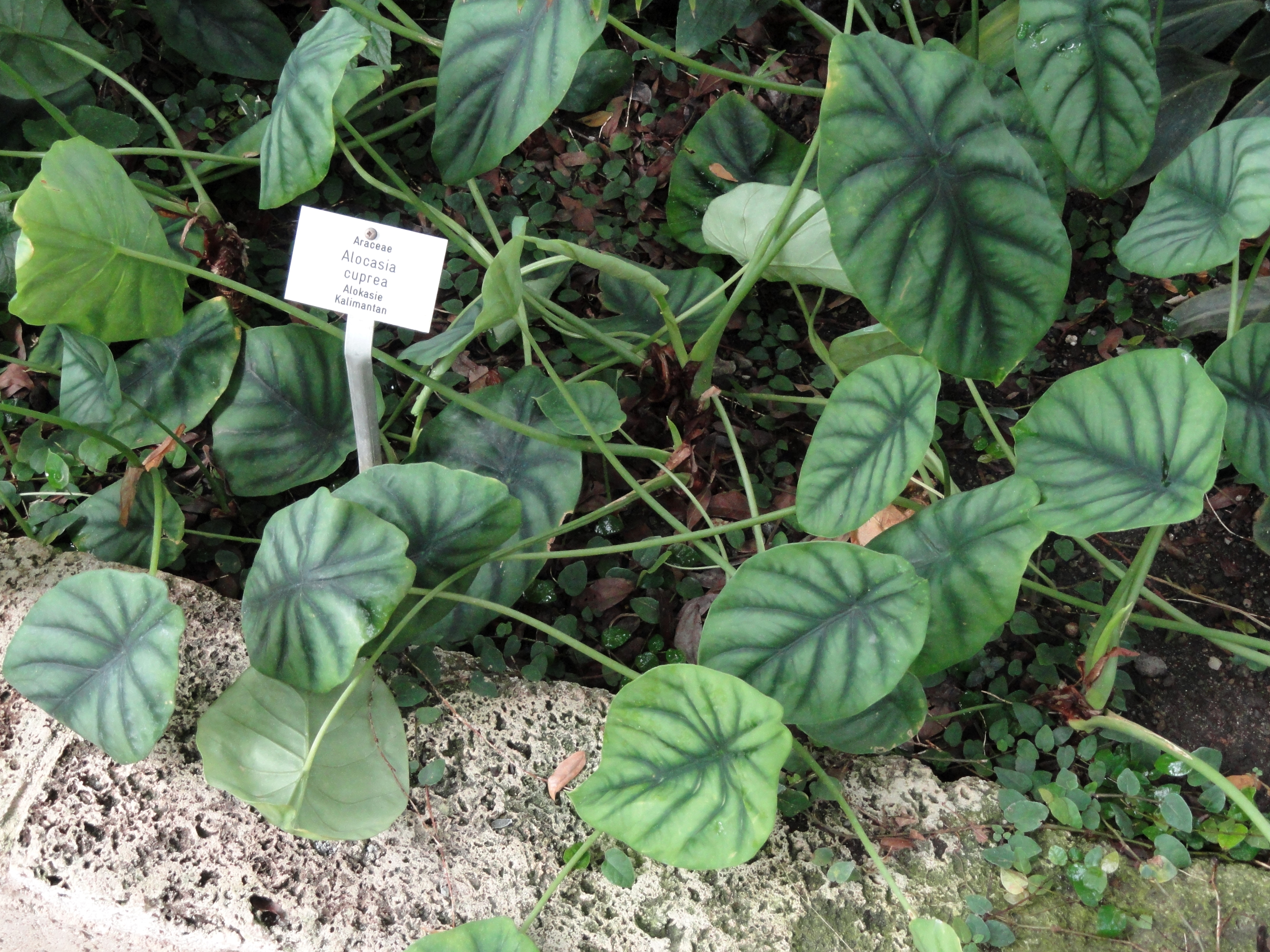
Subfamília Aroideae (tribo Colocasieae): hábito e folhagem de Alocasia cuprea.

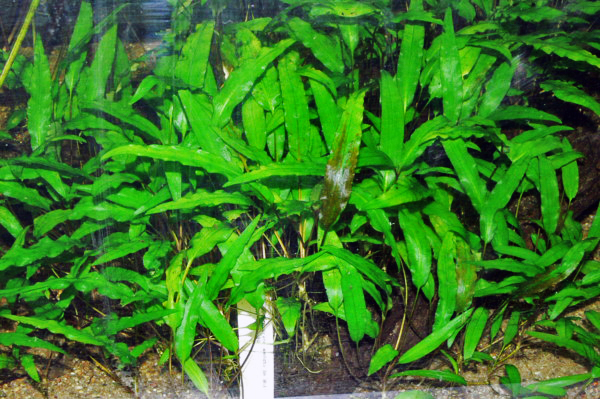
Subfamília Aroideae (tribo Cryptocoryneae): plantas submersas de Cryptocoryne wendtii.

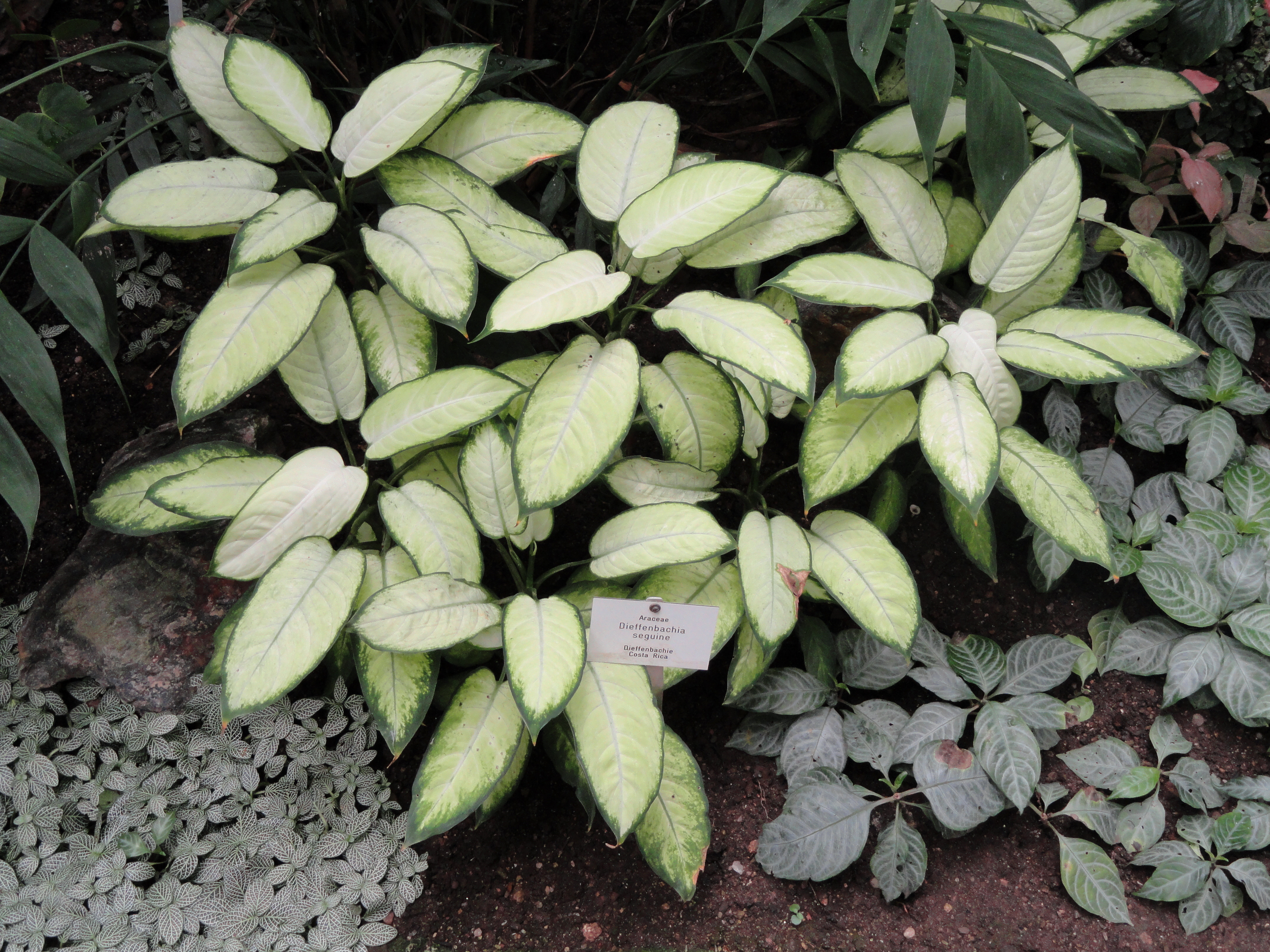
Subfamília Aroideae (tribo Dieffenbachieae): hábito e folhagem de Dieffenbachia seguine.

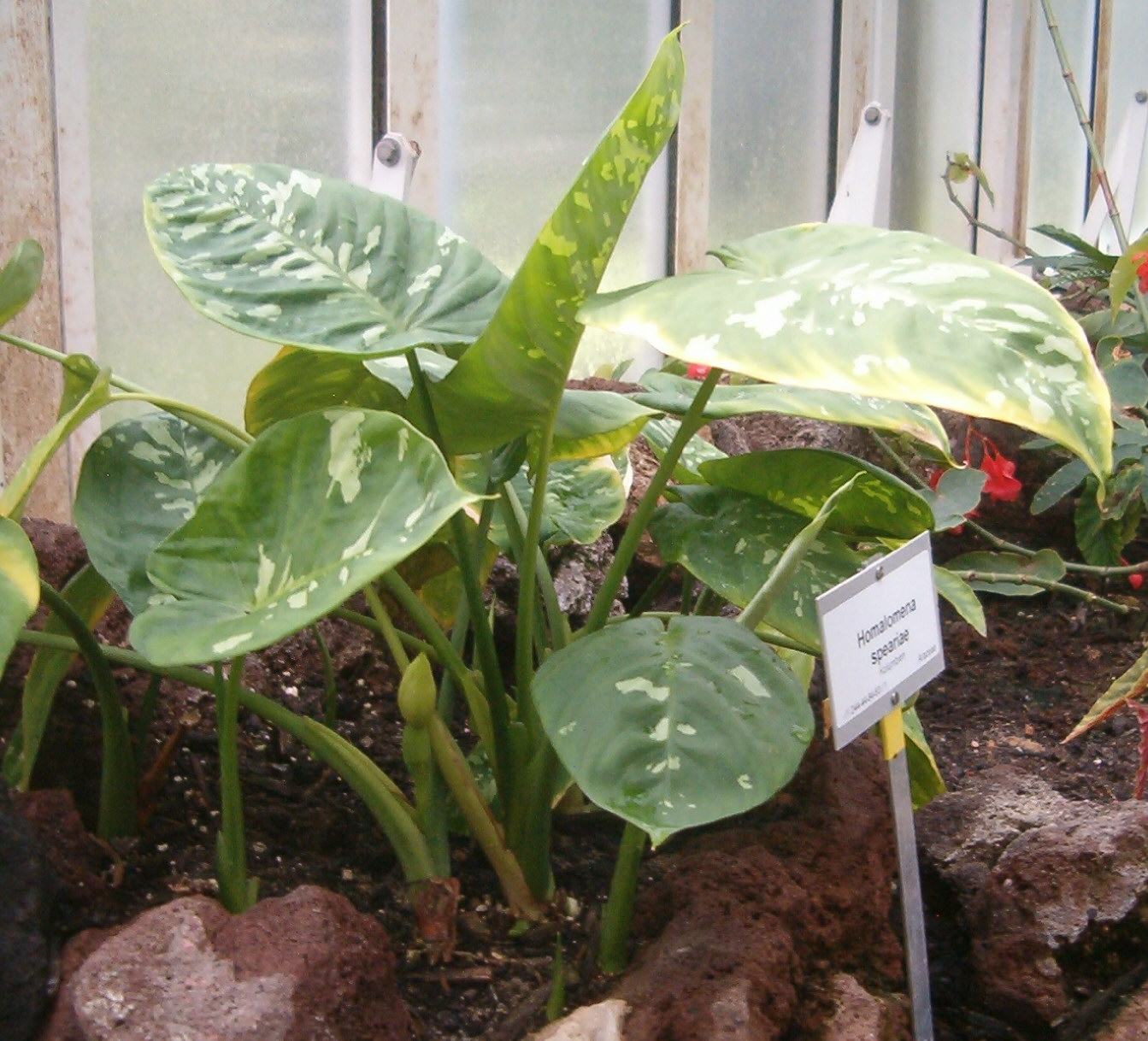
Subfamília Aroideae (tribo Homalomeneae): hábito e folhagem de Homalomena speariae.

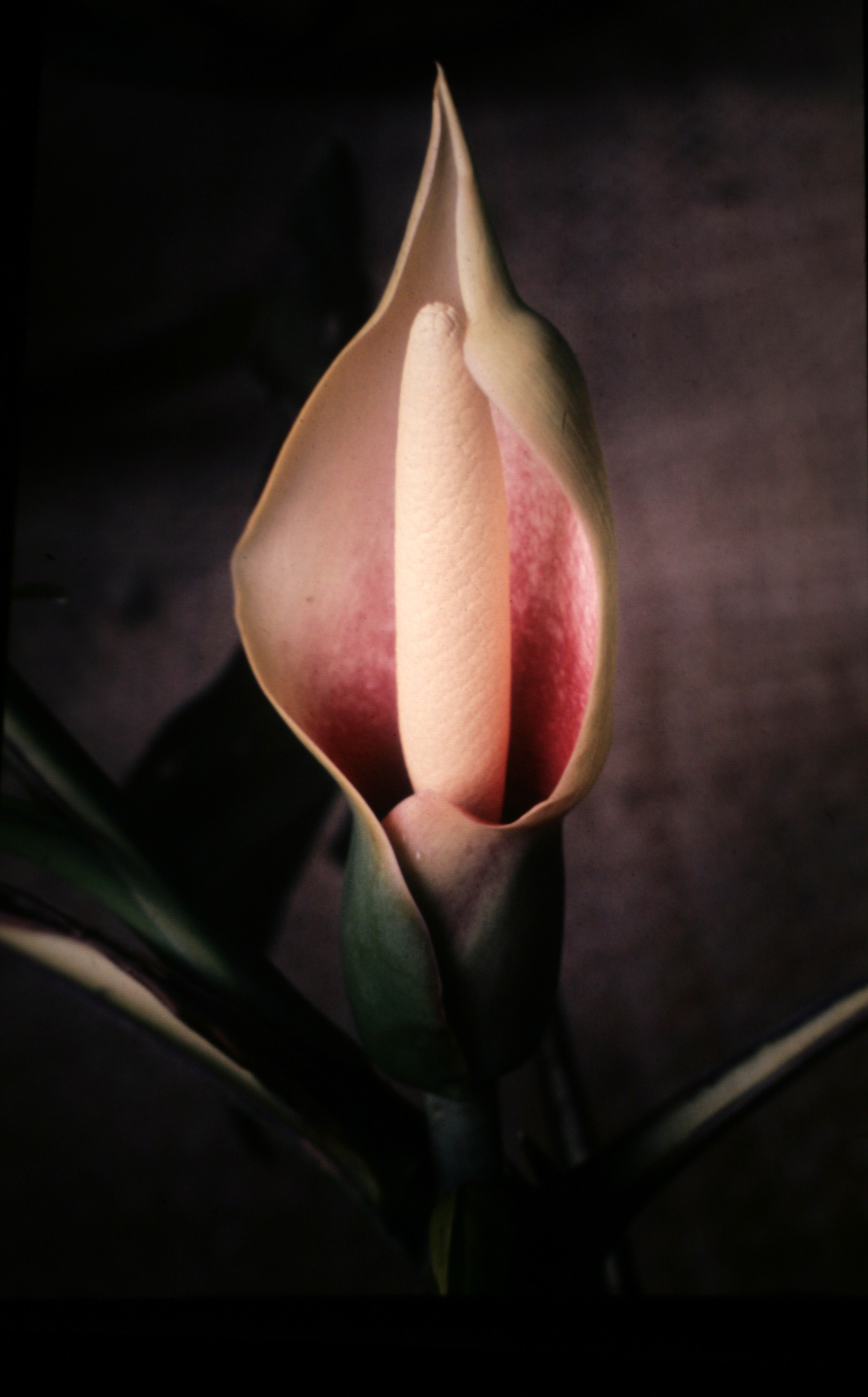
Subfamília Aroideae (tribo Montrichardieae): inflorescência de Montrichardia arborescens.

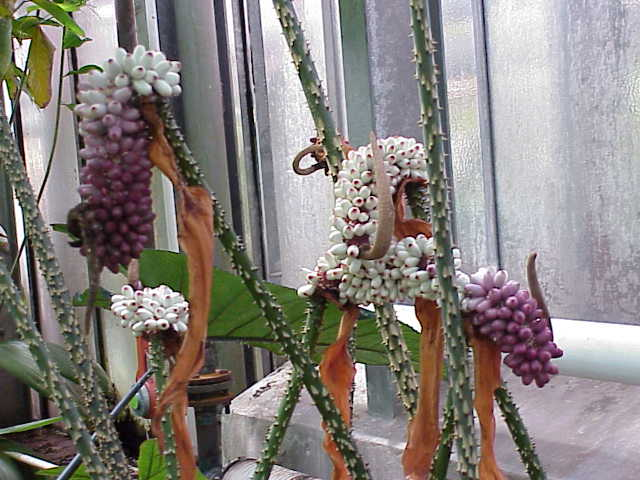
Subfamília Aroideae (tribo Nephthytideae): infrutescência de Anchomanes giganteus.

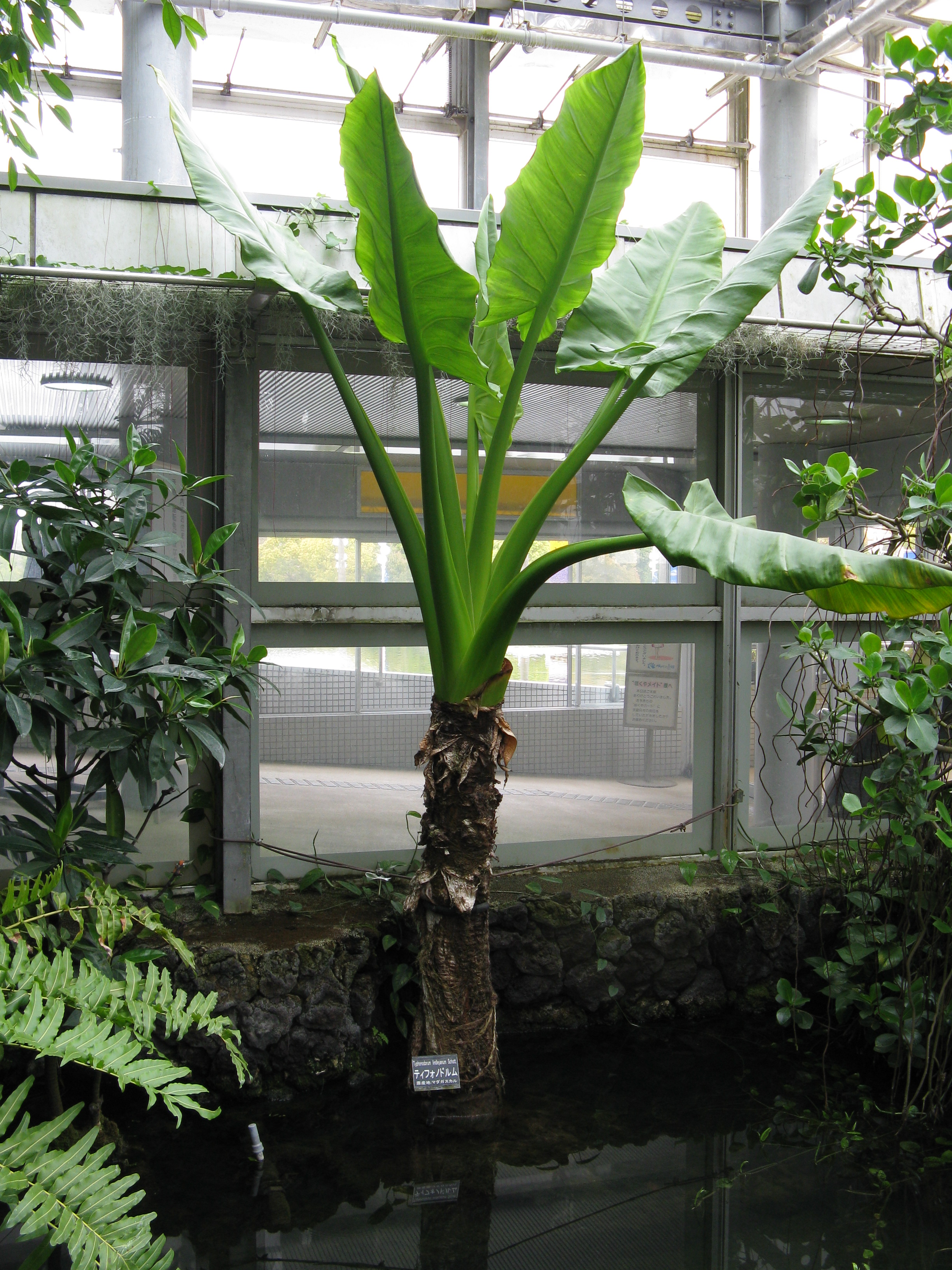
Subfamília Aroideae (tribo Peltandreae): hábito de Typhonodorum lindleyanum.

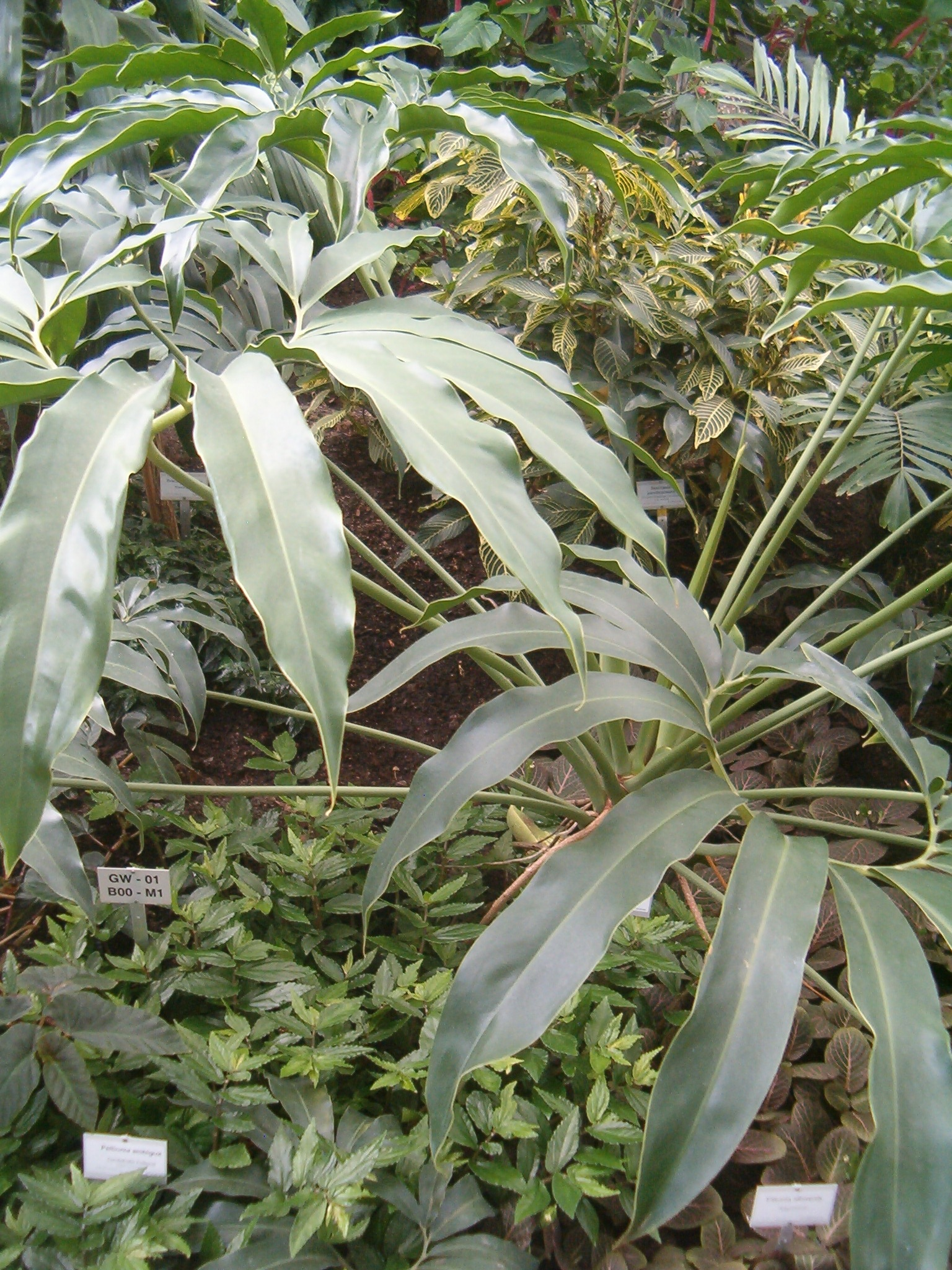
Subfamília Aroideae (tribo Philodendreae): hábito e folhagem de Philodendron goeldii.

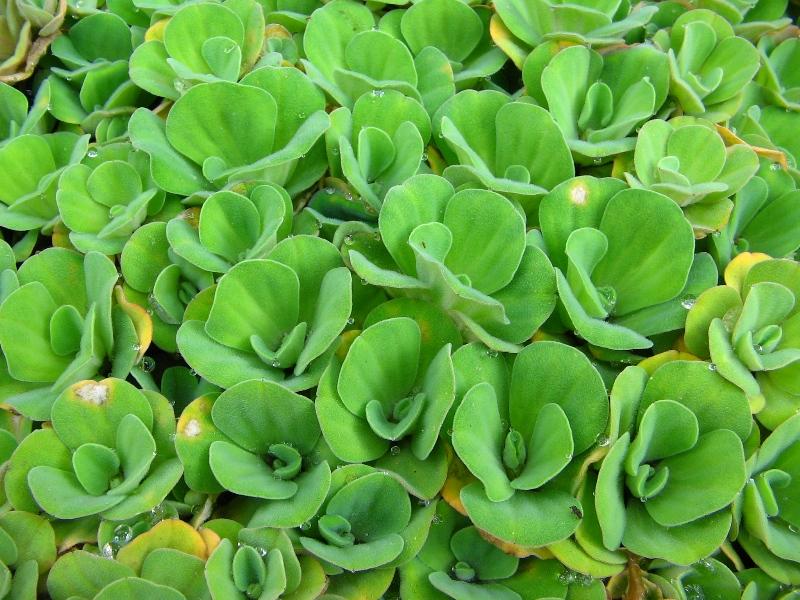
Subfamília Aroideae (tribo Pistieae): hábito da planta aquática Pistia stratiotes.

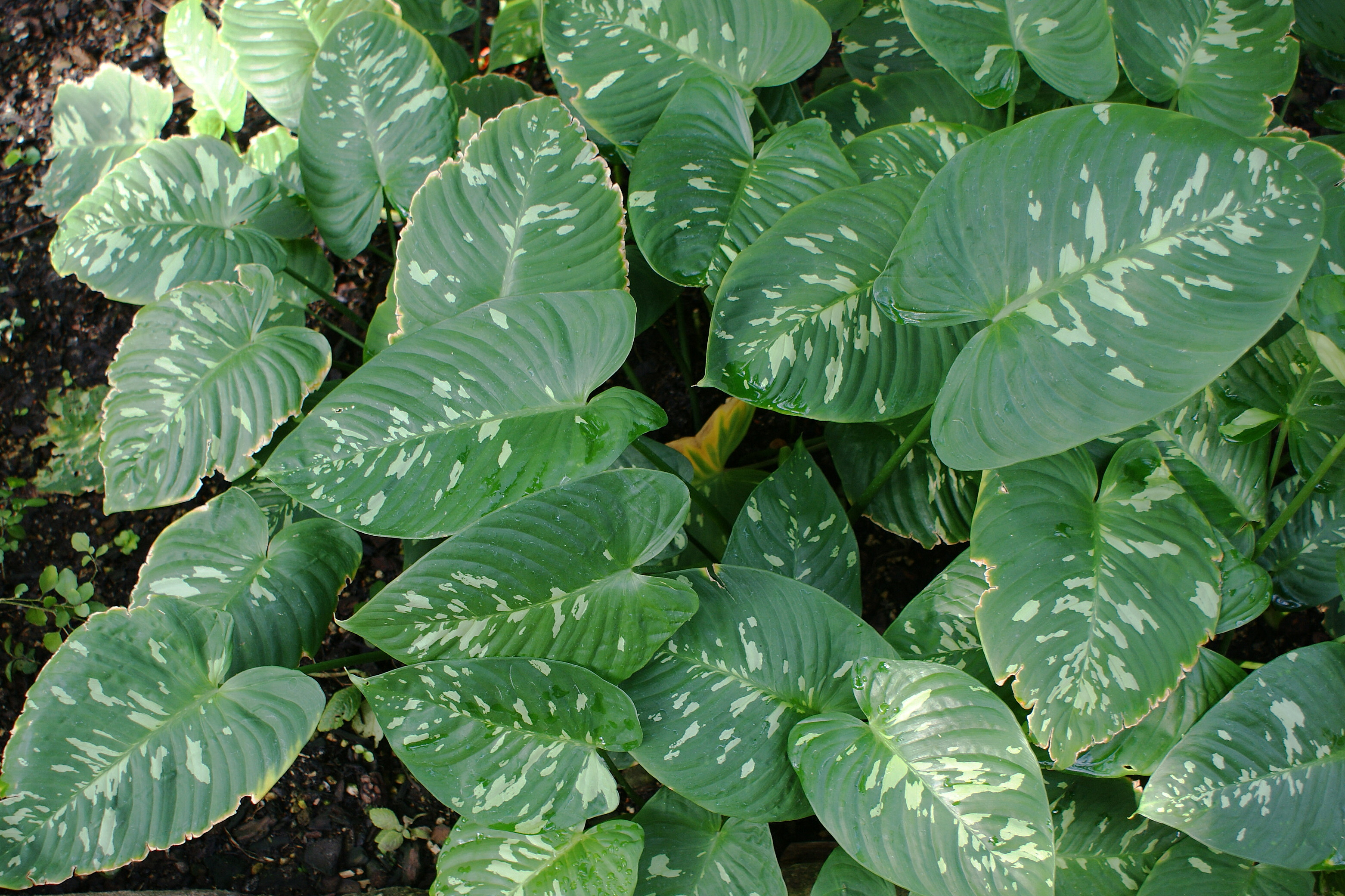
Subfamília Aroideae (tribo Schismatoglottideae): hábito e folhagem de Schismatoglossis calyptrata.

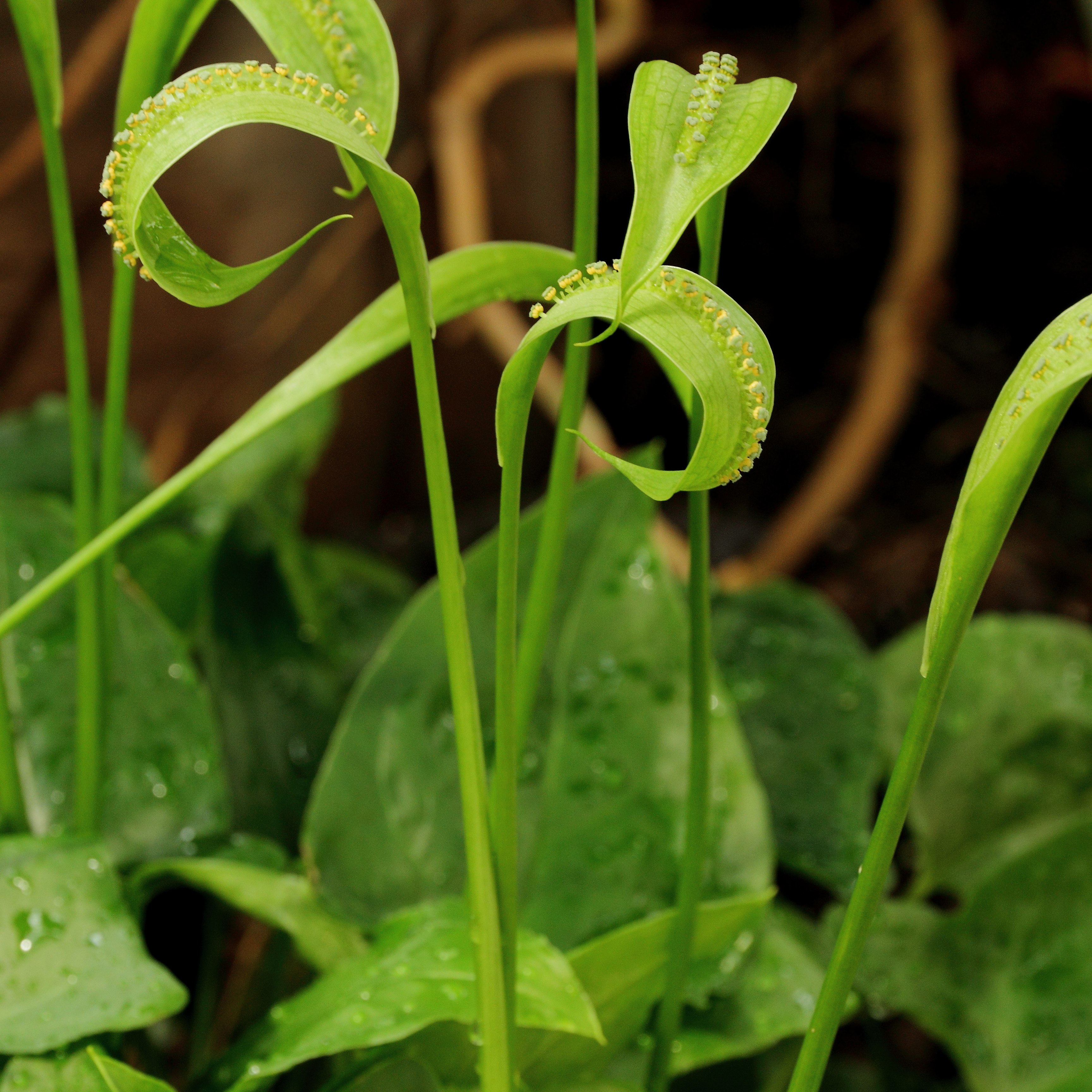
Subfamília Aroideae (tribo Spathicarpeae): inflorescência de Spathicarpa hastifolia.

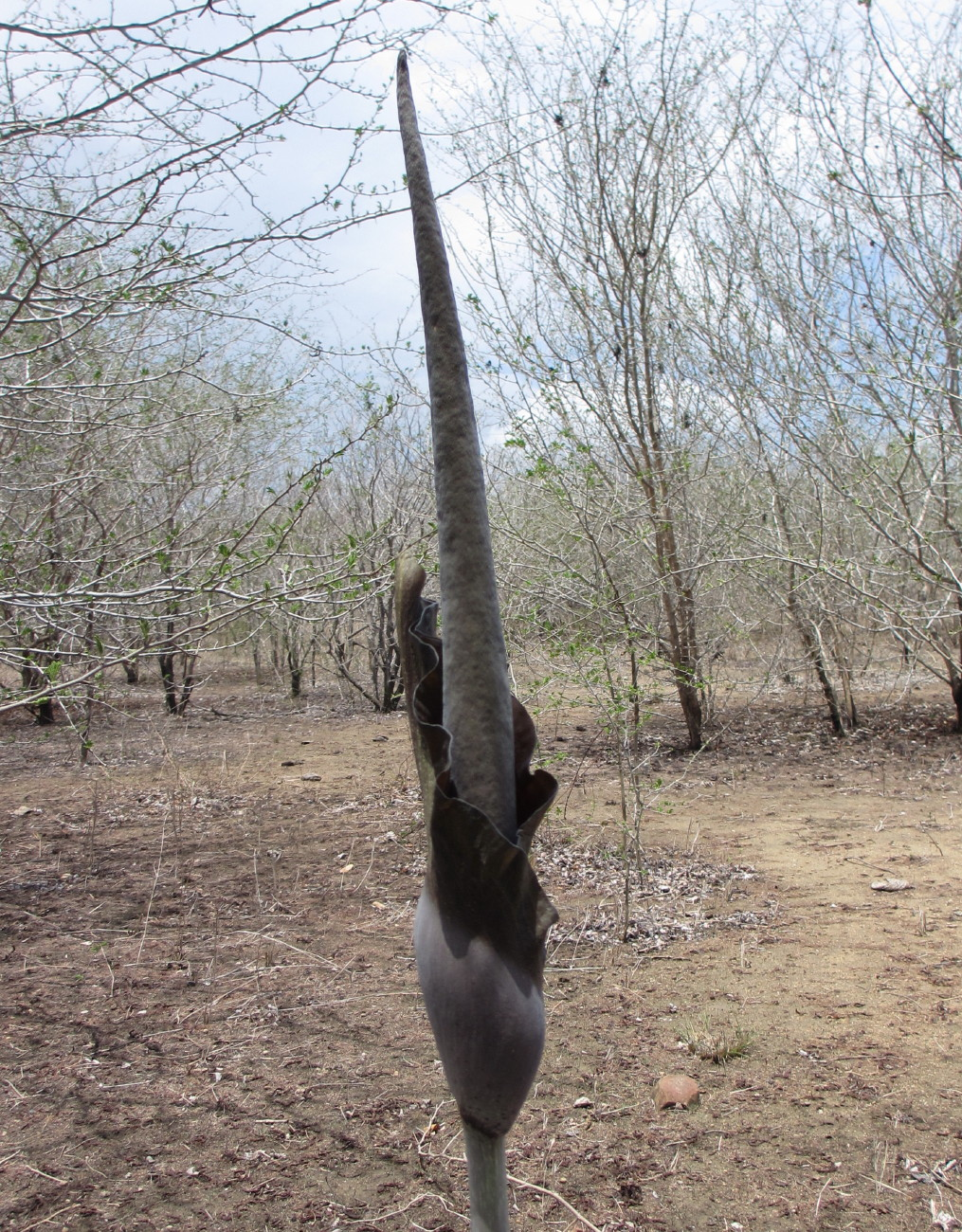
Subfamília Aroideae (tribo Thomsonieae): inflorescência de Amorphophallus maximus.

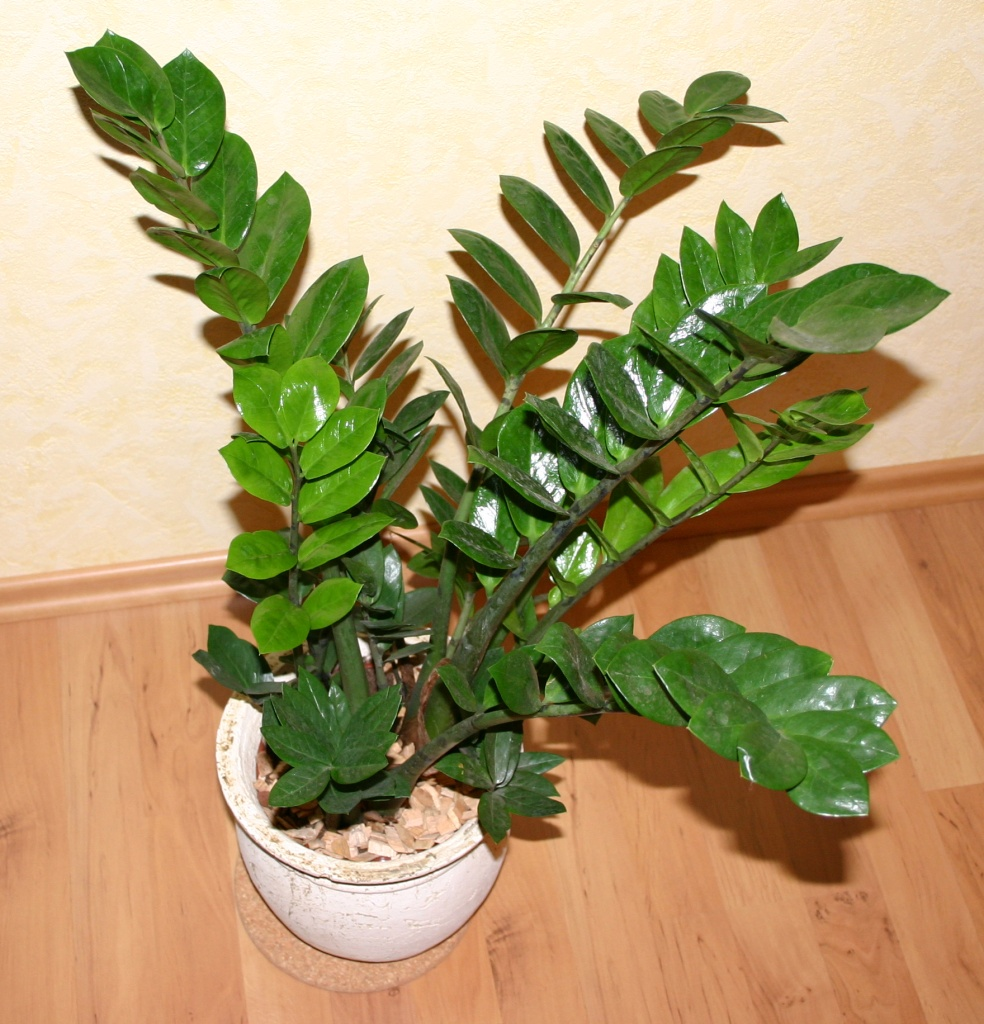
Subfamília Aroideae (tribo Zamioculcadeae): Zamioculcas zamiifolia como planta de vaso.

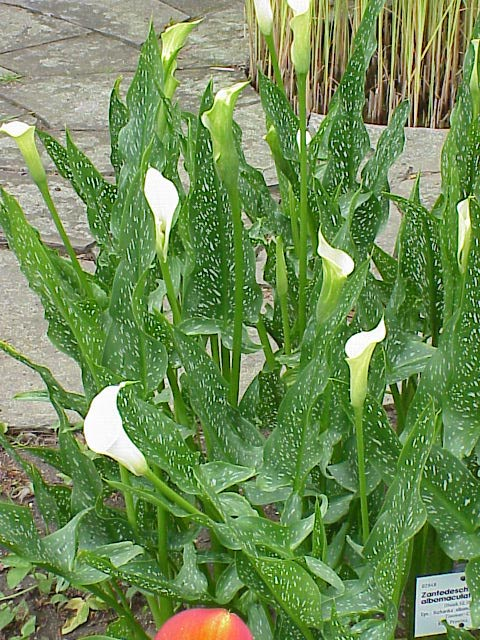
Subfamília Aroideae (tribo Zantedeschieaee): hábito, folhagem e inflorescência de Zantedeschia albomaculata

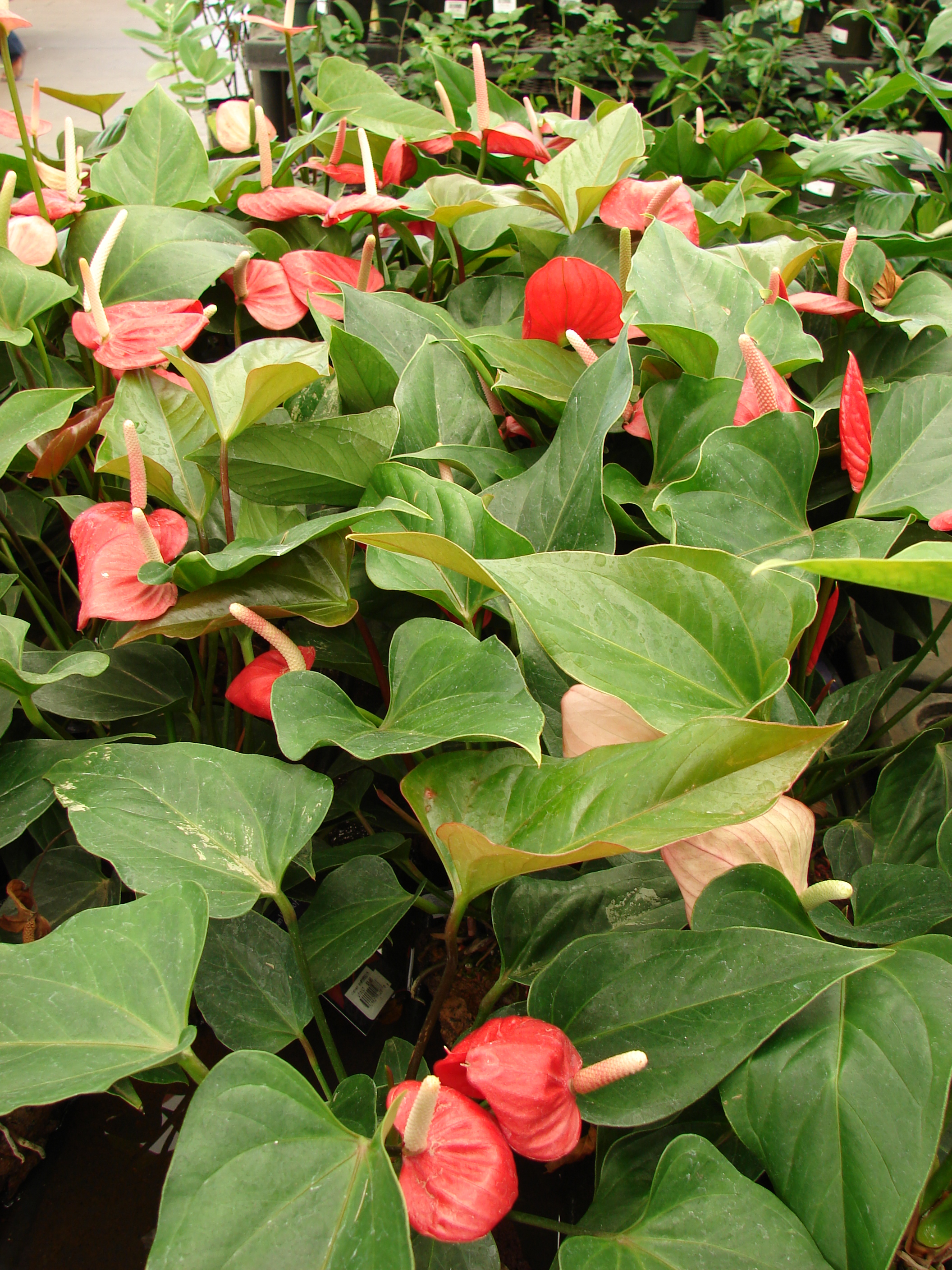
Subfamília Pothoideae (tribo Anthurieae): Anthurium andraeanum como planta de vaso.

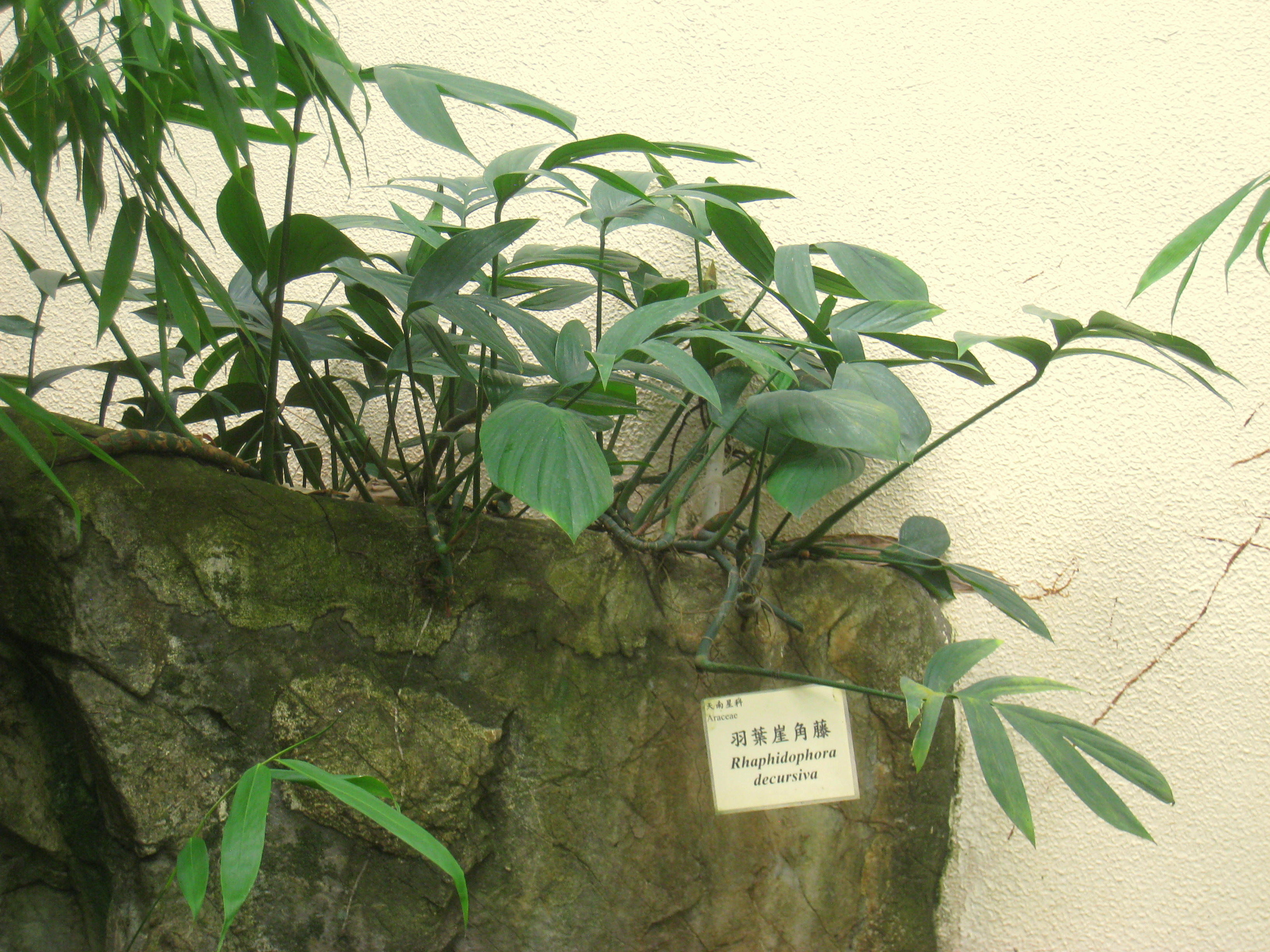
Subfamília Pothoideae (tribo Monstereae): Rhaphidophra decursiva.

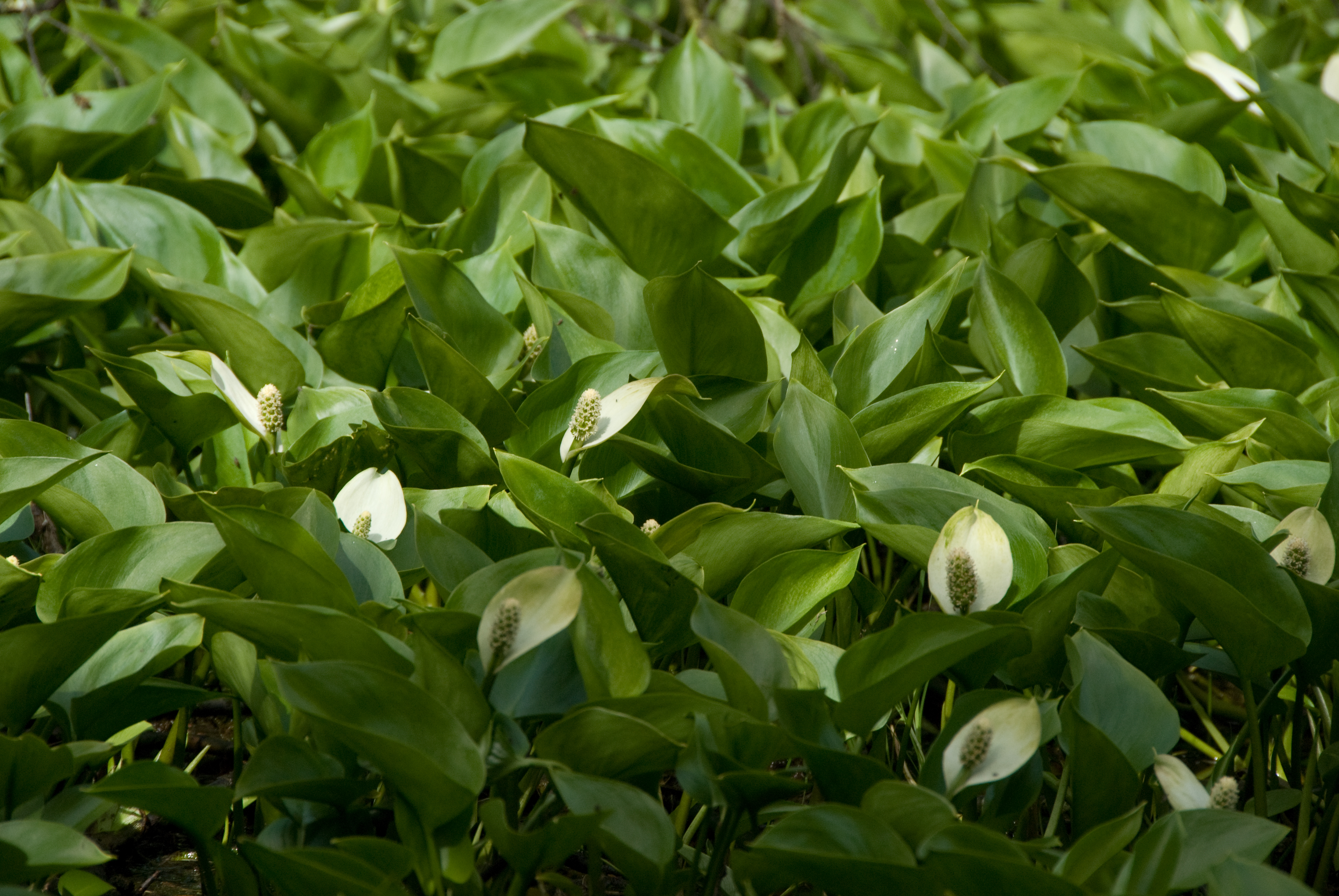
Subfamília Calloideae: hábito, folhagem e inflorescência da espécie Calla palustris.

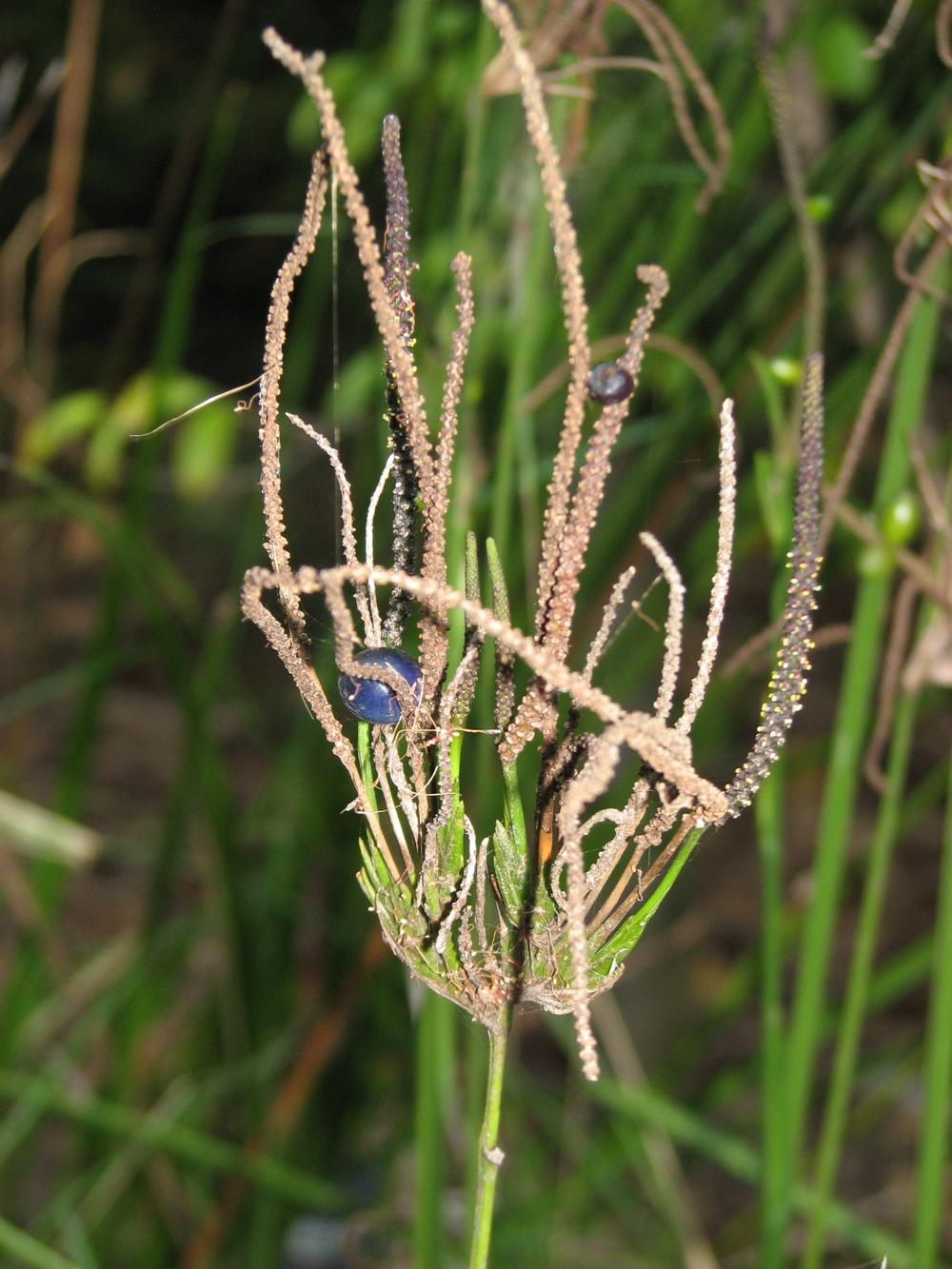
Subfamília Gymnostachydoideae: infrutescência de Gymnostachys anceps.

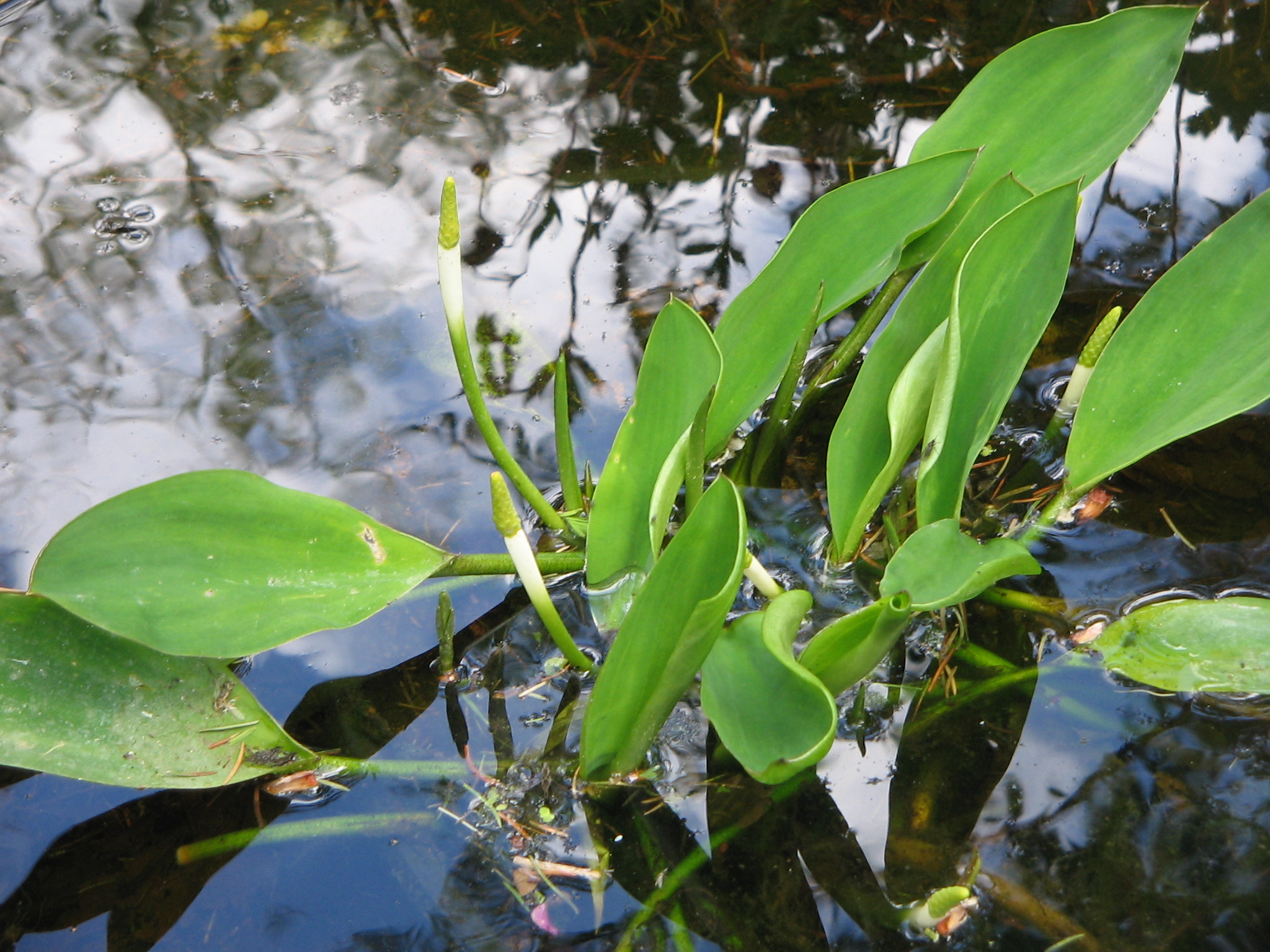
Subfamília Orontioideae: a espécie aquática Orontium aquaticum.

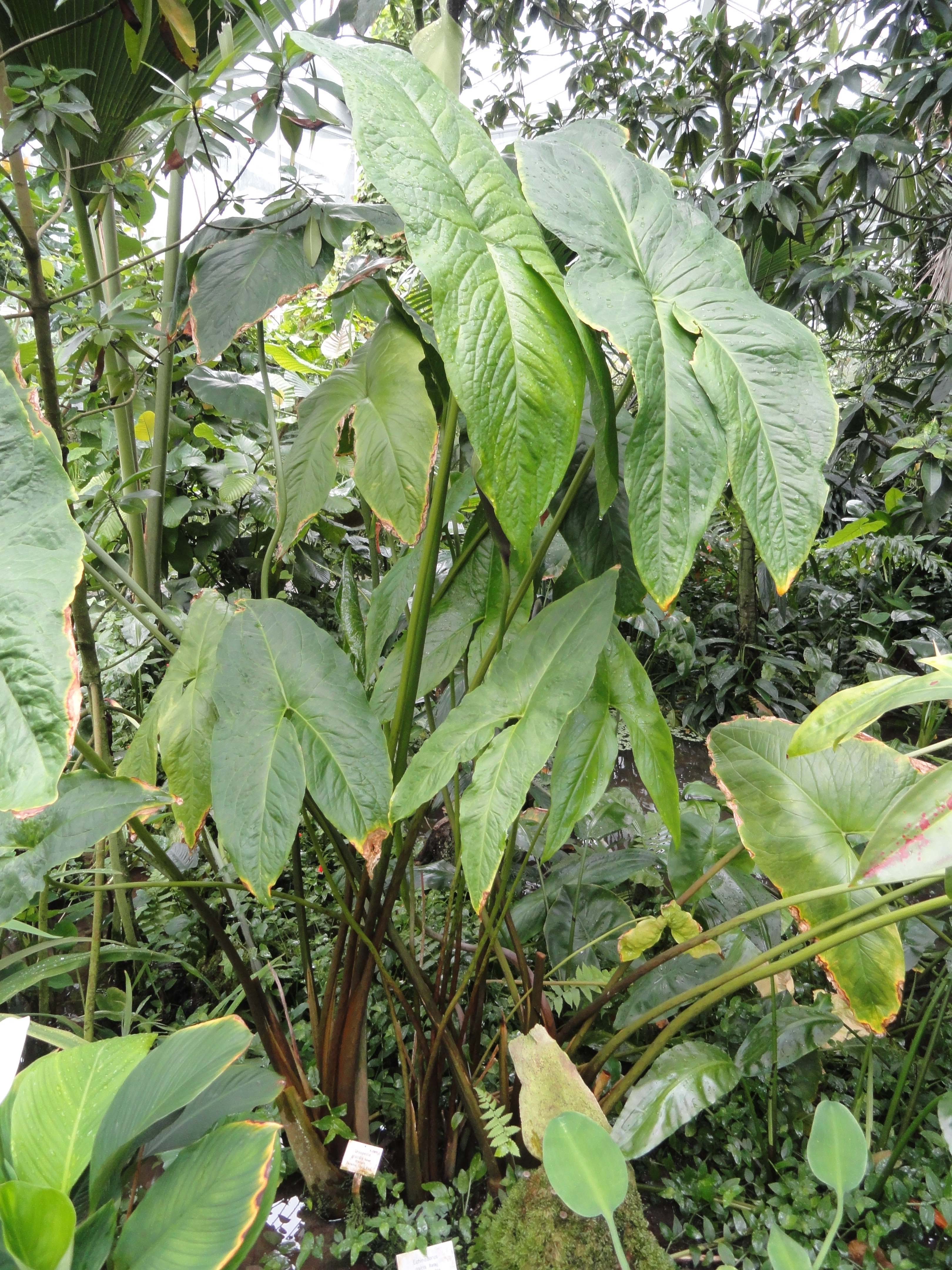
Subfamília Lasioideae: Urospatha grandis.

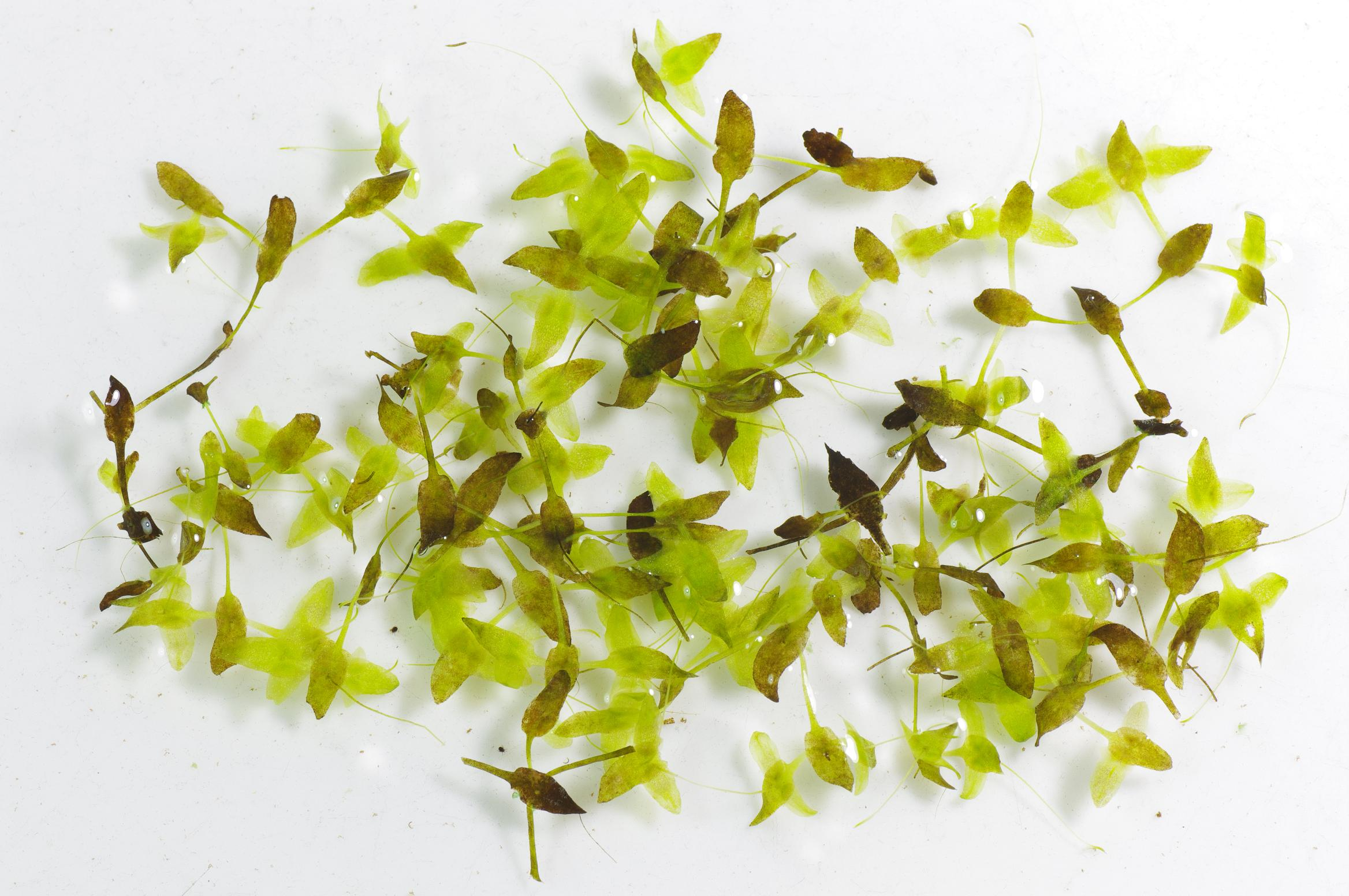
Subfamília Lemnoideae: a espécie aquática Lemna trisulca.

Tradicionalmente a família Araceae foi considerada uma ordem autónoma, a ordem Arales, no contexto das Monocotiledonea, mas os resultados de estudos de biologia molecular (sequenciamento genético) demonstraram que a família Araceae pertence à ordem Alismatales, sendo a sua inclusão necessária para evitar a parafilia daquele taxon.

### História
A primeira observação conhecida das Araceae foi feita por Teofrasto e publicada na sua obra Historia Plantarum. Apesar disso, as Araceae não foram reconhecidas como um grupo distinto de plantas até ao século XVI. Em 1789, Antoine Laurent de Jussieu classificou todas as aroides trepadoras como Pothos e todos os aroides terrestres como Arum ou Dracontium na sua obra Familles des Plantes, criando assim o nome da família que ainda se conserva.
O primeiro sistema abrangente de classificação da família foi criado pelo botânico austríaco Heinrich Wilhelm Schott, que o publicou nas suas obras Genera Aroidearum, aparecida em 1858, e Prodromus Systematis Aroidearum em 1860. O sistema de Schott era baseado em características florais e usou uma concepção muito estreita de género. Em 1876 Adolf Engler produziu uma nova classificação, que foi progressivamente refinada até 1920. O sistema de Engler era significativamente diferente do publicado por Schott, estando baseado mais na observação dos características vegetativas e anatomia das espécies. Os dois sistemas foram de alguma forma rivais, com o de Engler a atrair mais aderentes antes do advento das técnicas da filogenética molecular permitir uma nova abordagem à classificação deste grupo de plantas.
Os modernos estudos baseados na sequenciação de genes mostra que as Araceae (incluindo as Lemnoideae) são um agrupamento taxonómico monofilético e o primeiro grupo que divergiu dentro das Alismatales. O sistema APG III de 2009 reconhece a família, incluindo nela os géneros anteriormente segregados em Lemnaceae. A inclusão das Lemnaceae nas Araceae não é universalmente aceite. Por exemplo, em 2010 a obra New Flora of the British Isles usa uma circunscrição parafilética das Araceae e uma família Lemnaceae separada. Um estudo genómico completo da espécie Spirodela polyrhiza foi publicado em 2014.
A família Araceae foi reconhecida pelo sistema APG III (2009), pelo Linear APG III (LAPG III 2009) que lhe atribuiu o número de família 30. A família já havia sido reconhecida pelo APG II (2003).
Os géneros mais representados são Anthurium (c. 900 espécies), Philodendron (c. 500 espécies), Arisaema (c. 150 espécies), Homalomena (c. 140 espécies), Amorphophallus (c. 100 espécies), Schismatoglottis (c. 100 espécies), Spathiphyllum (c. 60 espécies), Monstera (c. 50 espécies), Pothos (c. 50 espécies), Xanthosoma (c. 40 espécies), Dieffenbachia (c. 40 espécies) e Syngonium (c. 30 espécies).
Como sinónimos taxonómicos para Araceae Juss., segundo o Angiosperm Phylogeny Website (APWeb), contam-se Arisaraceae Raf., Caladiaceae Salisb., Callaceae Rchb. ex Bartl., Cryptocorynaceae J.Agardh, Dracontiaceae Salisb., Lemnaceae Martinov, Orontiaceae Bartl., Pistiaceae Rich. ex C.Agardh, Pothaceae und Wolffiaceae Bub..

### Subfamílias, tribos e géneros
Na sua presente circunscrição taxonómica a família Araceae é um taxon monofilético, que inclui cerca de 117 géneros agrupando cerca de 4025 espécies validamente descritas. A filogenia e biogeografia das Araceae é relativamente bem conhecida, graças aos resultados obtidos com recurso às técnicas da biologia molecular. Em consequência desses estudos, a circunscrição da família foi alargada para incluir os géneros que tradicionalmente faziam parte da família Lemnaceae, a qual passou a constituir a subfamília Lemnoideae das Araceae, ficando a família repartida por 8 sub-famílias, conforme o seguinte cladograma:
|  | Gymnostachydoideae |
|  |                    |
|  | Orontioideae       |
|  |                    |

|  | Monsteroideae |
|  |               |
|  | Pothoideae    |
|  |               |

|  | Lasioideae        |
|  |                   |
|  | Zamioculcadoideae |
|  |                   |
|  | Aroideae          |
|  |                   |

|  | Monsteroideae |
|  |               |
|  | Pothoideae    |
|  |               |

|  | Lasioideae        |
|  |                   |
|  | Zamioculcadoideae |
|  |                   |
|  | Aroideae          |
|  |                   |

|  | Monsteroideae |
|  |               |
|  | Pothoideae    |
|  |               |

|  | Lasioideae        |
|  |                   |
|  | Zamioculcadoideae |
|  |                   |
|  | Aroideae          |
|  |                   |

|  | Monsteroideae |
|  |               |
|  | Pothoideae    |
|  |               |

|  | Lasioideae        |
|  |                   |
|  | Zamioculcadoideae |
|  |                   |
|  | Aroideae          |
|  |                   |

|  | Gymnostachydoideae |
|  |                    |
|  | Orontioideae       |
|  |                    |

|  | Monsteroideae |
|  |               |
|  | Pothoideae    |
|  |               |

|  | Lasioideae        |
|  |                   |
|  | Zamioculcadoideae |
|  |                   |
|  | Aroideae          |
|  |                   |

|  | Monsteroideae |
|  |               |
|  | Pothoideae    |
|  |               |

|  | Lasioideae        |
|  |                   |
|  | Zamioculcadoideae |
|  |                   |
|  | Aroideae          |
|  |                   |

|  | Monsteroideae |
|  |               |
|  | Pothoideae    |
|  |               |

|  | Lasioideae        |
|  |                   |
|  | Zamioculcadoideae |
|  |                   |
|  | Aroideae          |
|  |                   |

|  | Monsteroideae |
|  |               |
|  | Pothoideae    |
|  |               |

|  | Lasioideae        |
|  |                   |
|  | Zamioculcadoideae |
|  |                   |
|  | Aroideae          |
|  |                   |

Subfamília Aroideae
A subfamília Aroideae Arn. inclui 26 tribos, com cerca de 70 géneros e 2670 espécies:
- Tribo Aglaonemateae Engl. — com apenas dois géneros:
  - Aglaodorum Schott — com apenas uma espécie:
    - Aglaodorum griffithii (Schott) Schott (sin.: Aglaonema griffithii Schott, Aglaonema palustre Teijsm. & Binn.), nativa do sul do Vietname, Samatra, Península Malaia e Sarawak;[52]

  - Aglaonema Schott[55] com 21 a 23 espécies, nativas das regiões tropicais e subtropicais da Ásia, desde o noroeste da Índia até à Papua-Nova Guiné.
- Tribo Ambrosineae Schott — contém apenas um género monotípico:
  - Ambrosina Bassi — contém apenas uma espécie:
    - Ambrosina bassii L., nativa da região da Região Mediterrânica, ocorre na Itália, Sardenha, Sicília e Córsega.
- Tribo Anubiadeae Engl. — contém apenas um género:
  - Anubias Schott,[55] com 8 ou 9 espécies, todas nativas das regiões tropicais da África Ocidental e do sul da África.
- Tribo Areae R.Br. — contém 7 ou 8 géneros:
  - Arum L. (sin.: Gymnomesium Schott), com um número cromossómico de x = 13 ou x = 14, o género, que tradicionalmente incluía 15 espécies, agrupa actualmente de 29 a 32 espécies, com distribuição natural desde a Macaronésia, pela Região Mediterrânica (centro de diversidade do género) e sueste da Europa, até ao sudoeste da Ásia e daí pela Ásia Central até ao oeste da China.[56]
  - Biarum Schott (sin.: Homaid Adans. nom. rej.), com um número cromossómico de x = 13 ou x = 14, o género agrupa de 15 a 27 espécies, com distribuição natural na Região Mediterrânica e na Ásia Menor até ao Irão, entre as quais:
    - Biarum davisii Turrill
    - Biarum tenuifolium (L.) Schott)

  - Dracunculus Mill. (sin.: Anarmodium Schott), com um número cromossómico de x = 13 ou 14, contém apenas duas espécies:
    - Dracunculus canariensis Kunth), com distribuição natural restrita à Macaronésia, onde ocorre na ilha da Madeira e nas Canárias.[55]
    - Dracunculus vulgaris Schott), que ocorre apenas no sul da Europa, na Turquia e na Argélia.

  - Eminium (Blume) Schott (sin.: Helicophyllum Schott), agrupando 9-10 espécies com distribuição natural desde o leste da Região Mediterrânica até à Ásia Central.
  - Helicodiceros Schott (sin.: Megotigea Raf. nom. rej.) — contém apenas uma espécie:
    - Helicodiceros muscivorus (L. f.) Engl., que ocorre apenas na Córsega, Sardenha e Baleares.

  - Sauromatum Schott, com um número cromossómico de x = 13 ou 14, com cerca de 12 espécies distribuídas pela África tropical e pelas regiões tropicais e subtropicais da Ásia até ao norte da China.[57]
  - Theriophonum Blume (sin.: Calyptrocoryne Schott, Pauella Ramam. & Sebastine), com cerca de 7 espécies, nativas da Índia e Sri Lanka. O número cromossómico é x = 8.
  - Typhonium Schott (sin.: Jaimenostia Guinea & Gómez Mor., Lazarum A.Hay), que muitos autores consideram com parte do género Sauromatum Schott, agrupa 50 a 60 espécies (sem Sauromatum), com distribuição natural desde a Índia até à Mongólia e à Austrália e Polinésia. Nas regiões tropicais da África e nas Caraíbas algumas espécies estão naturalizadas, podendo ser invasoras. O número cromossómico é x = 4 ou 8, com 2n = 8 até 65. A circunscrição deste género é controversa.[57][58] O género inclui a espécie:
    - Typhonium venosum (Aiton) Hett. & P.C. Boyce (sin.: Sauromatum venosum (Aiton) Kunth).
- Tribo Arisaemateae Nakai — contém apenas dois géneros:
  - Arisaema Mart. (sin.: Flagellarisaema Nakai, Heteroarisaema Nakai, Pleuriarum Nakai, Ringentiarum Nakai), que agrupa de 170 até 180 espécies, maioritariamente nativas das regiões temperadas da Ásia, mas com distribuição alargada a outras regiões da Ásia, do leste da América do Norte até ao México, do Norte de África e da Península Arábica. Na China ocorrem cerca de 78 espécies, das quais 45 são endemismos da região.
  - Pinellia Ten. (sin.: Atherurus Blume nom. rej.), com 9 a 11 espécies, maioritariamente nativas das regiões temperadas do leste da Ásia (China, Japão e Coreia). O centro de diversidade do género localiza-se nas províncias chinesas de Anhui, Fujian e Zhejiang. Na China ocorrem todas as 9 espécies validamente descritas, sendo 7 delas restritas àquela região. Duas espécies ocorrem como naturalizadas em partes da Austrália, Europa e América do Norte.
- Tribo Arisareae Dumort. — contém apenas um género:
  - Arisarum Mill. (sin.: Balmisa Lag.), com 3-5 espécies com distribuição natural desde a Macaronésia, pela Região Mediterrânica, até ao oeste do Cáucaso, entre as quais:
    - Arisarum vulgare O.Targ.Tozz., que com três subespécies ocorre na Região Mediterrânica e na Macaronésia (Açores e Madeira).
- Tribo Arophyteae A.Lemee ex Bogner — contém apenas três géneros, com cerca de 11 espécies, com distribuição natural restrita a Madagáscar:
  - Arophyton Jum. (sin.: Humbertina Buchet, Synandrogyne Buchet), com 7-9 espécies, nativas de Madagáscar.
  - Carlephyton Jum., com cerca de 3 espécies, nativas do norte de Madagáscar.
  - Colletogyne Buchet — contém apenas uma espécie:
    - Colletogyne perrieri Buchet, ocorre apenas no norte de Madagáscar.
- Tribo Caladieae Schott — contém cerca de 7 géneros, maioritariamente da Região Neotropical:
  - Caladium Vent. (sin.: Phyllotaenium André, Aphyllarum S.Moore), com cerca de 12 até 16 espécies, nativas da região Neotropical.
  - Chlorospatha Engl. (sin.: Caladiopsis Engl.), com 25 até 29 espécies, nativas da região Neotropical.
  - Hapaline Schott (sin.: Hapale Schott nom. rej.), com 6-9 espécies nativas do Sudoeste da Ásia, desde o centro-sul da China até ao oeste da Malásia.
  - Jasarum G.S.Bunting — contém apenas uma espécie:
    - Jasarum steyermarkii G.S.Bunting, nativa do sul da Guiana e do estado de Bolívar (Venezuela).

  - Scaphispatha Brongn. ex Schott, anteriormente considerado monotípico, inclui desde 2005 duas espécies da América do Sul:
    - Scaphispatha gracilis Brongn. ex Schott, nativa da Bolívia;
    - Scaphispatha robusta E.G.Gonç., descrita em 2005, nativa dos estados de Pará e Goiás (Brasil).

  - Syngonium Schott (sin.: Porphyrospatha Engl.), com cerca de 35 espécies, nativo da região Neotropical.
  - Xanthosoma Schott (sin.: Acontias Schott), com 60 até 77 espécies, nativo da região Neotropical, entre as quais:
    - Xanthosoma sagittifolium (L.) Schott.
- Tribo Callopsideae Engl. — contém apenas um género:
  - Callopsis Engl. — contém apenas uma espécie:
    - Callopsis volkensii Engl., nativa da região tropical da África Oriental, com distribuição natural no sueste do Quénia e leste da Tanzânia.
- Tribo Colocasieae (Schott) Brongn. — contém cerca de 6 géneros:
  - Alocasia (Schott) G.Don (sin.: Colocasia sect. Alocasia Schott, Ensolenanthe Schott, Panzhuyuia Z.Y.Zhu, Schizocasia Schott ex Engler, Xenophya Schott), com 70 até 80 espécies das regiões tropicais da Ásia e Malésia.
  - Ariopsis Nimmo, com apenas duas espécies, nativas do Sudoeste da Ásia.
  - Colocasia Schott (sin.: Leucocasia Schott), com cerca de 20 espécies nativas das regiões tropicais e subtropicais da Ásia. Na China ocorrem 6 espécies.
  - Protarum Engl. — contém apenas uma espécie:
    - Protarum sechellarum Engl., um endemismo das ilhas Seychelles.

  - Remusatia Schott (sin.: Gonatanthus Klotzsch), com cerca de 4 espécies, nativas do sul e sudoeste da Ásia, mas com uma espécie com distribuição natural estendida até África, Madagáscar, Austrália e ilhas do Pacífico.
  - Steudnera K.Koch, com cerca de 9 espécies, nativo das regiões tropicais e subtropicais da Ásia.
- Tribo Cryptocoryneae Blume — contém apenas dois géneros:
  - Cryptocoryne Fisch. ex Wydler[55] (sin.: Myrioblastus Wall. ex Griff.), com 50 até 64 espécies, nativas das regiões tropicais e subtropicais da Ásia, desde a Índia até à Malásia.
  - Lagenandra Dalzell, com cerca de 15 espécies, nativas do subcontinente indiano, com distribuição na Índia, Bangladesh e Sri Lanka.
- Tribo Culcasieae Engl. — contém apenas dois géneros:
  - Cercestis Schott (sin.: Rhektophyllum N.E.Br., Alocasiophyllum Engl.), com 10-12 espécies, nativas da África Ocidental, com distribuição até ao Uganda e Angola.
  - Culcasia P.Beauv. (sin.: Denhamia Schott), com 24 até 28 espécies, nativas das regiões tropicais da África.
- Tribo Dieffenbachieae Engl. — contém apenas dois géneros:
  - Bognera Mayo & Nicolson — contém apenas uma espécie:
    - Bognera recondita (Madison) Mayo & Nicolson (sin.: Ulearum reconditum Madison), ocorre apenas no norte do estado do Amazonas (Brasil).

  - Dieffenbachia Schott (sin.: Maguirea A.D.Hawkes), com 50 até 59 espécies, nativas do Neotropis.
- Tribo Homalomeneae M.Hotta — contém apenas dois géneros:
  - Furtadoa M.Hotta, com apenas duas espécies, nativas de Samatra e da Península Malaia.
  - Homalomena Schott (sin.: Adelonema Schott, Chamaecladon Miq., Diandriella Engl.), com 110 até 132 espécies, nativo do Neotropis e das regiões tropicais e subtropicais da Ásia e das ilhas do sudoeste do Oceano Pacífico.
- Tribo Montrichardieae Engl. — contém apenas um género:
  - Montrichardia Crueg. (sin.: Pleurospa Raf.), com duas espécies, nativo do Neotropis.
- Tribo Nephthytideae Engl. — contém 3 géneros, com cerca de 14 espécies, maioritariamente da África tropical:
  -     - Anchomanes Schott, com cerca de 6 espécies, nativo das regiões tropicais da África.
    - Nephthytis Schott (sin.: Oligogynium Engl.), com cerca de 6 espécies, maioritariamente das regiões tropicais da África Ocidental, mas com uma espécie a ocorrer no Bornéu.
    - Pseudohydrosme Engl. (sin.: Zyganthera N.E.Br.), com duas espécies, nativas do Gabão.
- Tribo Peltandreae Engl. — contém apenas dois géneros, com três espécies:
  - Peltandra Raf., com 2 espécies, nativo da América do Norte (leste do Canadá e nordeste dos Estados Unidos) e de Cuba:
    - Peltandra sagittifolia (Michx.) Morong
    - Peltandra virginica (L.) Schott

  - Typhonodorum Schott (sin.: Arodendron Werth) — contém apenas uma espécie:
    - Typhonodorum lindleyanum Schott (sin.: Typhonodorum madagascariense Engl., Arodendron engleri Werth), originária de de Madagáscar, das ilhas Pemba e Zanzibar, das ilhas Comoros e das ilhas Mascarenhas.
- Tribo Philodendreae Schott — contém apenas dois géneros.
  - Philodendron Schott (sin.: Calostigma Schott nom. inval., Meconostigma Schott, Sphincterostigma Schott, Arosma Raf., Telipodus Raf., Thaumatophyllum Schott, Elopium Schott, Baursea (Rchb.) Hoffmanns. ex Kuntze), com cerca de 500 espécies, originário do Neotropis.
  - Thaumatophyllum Schott (sin.: Meconostigma Schott), com cerca de 21 espécies antes catalogadas como Philodendron, originário da América Latina.
- Tribo Philonotieae S.Y.Wong & P.C.Boyce — contém apenas um género:[59]
  - Philonotion Schott, com 3 espécies, nativas das regiões tropicais da América do Sul.
- Tribo Pistieae Rich. — contém apenas um género monotípico:[60]
  - Pistia L. — contém apenas uma espécie:
    - Pistia stratiotes L., uma planta aquática com distribuição cosmopolita nos trópicos e subtrópicos.
- Tribo Schismatoglottideae Nakai — contém cerca de 11 géneros, com cerca de 150 espécies, maioritariamente do Bornéu (cerca de 95 %):[59][61]
  - Apoballis Schott, com cerca de 12 espécies, nativas da região que vai da Indochina até ao oeste da Malésia.
  - Aridarum Ridl. (sin.: Heteroaridarum M.Hotta), com cerca de 10 espécies, endémico no noroeste do Bornéu.
  - Bakoa P.C.Boyce & S.Y.Wong, criado em 2008, inclui apenas 3 espécies, todas nativas do Bornéu.
  - Bucephalandra Schott (sin.: Microcasia Becc.), com duas espécies, nativas do Bornéu.
  - Hestia S.Y.Wong & P.C.Boyce, género monotípico criado em 2010, com apenas uma espécie:
    - Hestia longifolia (Ridl.) S.Y.Wong & P.C.Boyce, nativa de Perak e Bornéu.

  - Ooia S.Y.Wong & P.C.Boyce, criado em 2010, com apenas duas espécies, nativas do Bornéu.
  - Phymatarum M.Hotta — contém apenas uma espécie:
    - Phymatarum borneense M.Hotta, nativa do Bornéu.

  - Pichinia S.Y.Wong & P.C.Boyce, género monotípico, criado em 2010:
    - Pichinia disticha S.Y.Wong & P.C.Boyce, ocorre apenas em Sarawak.

  - Piptospatha N.E.Br. (sin.: Gamogyne N.E.Br., Hottarum Bogner & Nicolson, Rhynchopyle Engl.), com cerca de 12 espécies, nativas da Malésia, da Tailândia até ao Bornéu.
  - Schismatoglottis Zoll. & Moritzi (sin.: Apatemone Schott), com 111 até 120 espécies, nativas das regiões tropicais e subtropicais da Ásia, de Myanmar pela China até ao Bornéu e às ilhas do sudoeste do Pacífico (Nova Guiné, Vanuatu). As três espécie sul-americanas, que anteriormente estavam incluídas neste género, foram transferidas em 2010 para o género Philonotion e incluídas numa tribo autónoma, a tribo Philonotieae.[59]
  - Schottariella P.C.Boyce & S.Y.Wong, foi criado em 2009 e inclui uma única espécie:
    - Schottariella mirifica P.C.Boyce & S.Y.Wong, ocorre apenas em Sarawak.
- Tribo Spathicarpeae Schott — contém desde 2012 cerca de 9 géneros, nativos da América do Sul:[62]
  - Asterostigma Fisch. & C.A.Mey. (sin.: Andromycia A.Rich., Staurostigma Scheidw., Rhopalostigma Schott), com cerca de 8 espécies, nativas do Brasil e do nordeste da Argentina.
  - Gearum N.E.Br. — contém apenas uma espécie:
    - Gearum brasiliense N.E.Br., nativa dos estados do centro do Brasil (Goiás, Mato Grosso e Tocantins).

  - Gorgonidium Schott, com cerca de 8 espécies, nativas do Peru e Bolívia e do norte da Argentina.
  - Lorenzia E.G.Gonç., criado em 2012, com apenas uma espécie:[63]
    - Lorenzia umbrosa E.G.Gonç., conhecida desde 2012 apenas da localidade tipo, situada na Serra do Navio, a 2 km de Riozinho, no estado brasileiro de Amapá. Ocorre em zonas de forte ensombramento, sob árvores.

  - Mangonia Schott (sin.: Felipponia Hicken, Felipponiella Hicken), com duas espécies, nativas do sul do Brasil e do Uruguai.
  - Spathantheum Schott (sin.: Gamochlamys Baker), com duas espécies, do Peru pela Bolívia até ao norte da Argentina.
  - Spathicarpa Hook. (sin.: Aropsis Rojas), com 3-4 espécies, nativas das regiões tropicais da América do Sul.
  - Synandrospadix Engl. (sin.: Lilloa Speg.) — contém apenas uma espécie:
    - Synandrospadix vermitoxicus (Griseb.) Engl. (sin.: Asterostigma vermitoxicum Griseb.), nativa da Bolívia, Paraguai, região peruana de Cuzco e norte da Argentina (Catamarca, Chaco, Cordoba, Corrientes, Formosa, Jujuy, Salta, Santiago del Estero, Tucuman).[52]

  - Taccarum Brongn. ex Schott (sin.: Lysistigma Schott, Endera Regel), com cerca de 6 espécies, nativas da região tropical da América do Sul, mas estendendo-se até ao norte da Argentina.
- Tribo Stylochaetoneae Schott — contém apenas um género:
  - Stylochaeton Lepr. (sin.: Stylochiton Schott orth. var., Gueinzia Sond. ex Schott), que desde 2012 agrupa cerca de 19 espécies, nativas das regiões tropicais da África, mas estendendo-se até ao sul da África.
- Tribo Thomsonieae Blume — contém apenas um género, cosmopolita nos trópicos:
  - Amorphophallus Blume ex Decne. (sin.: Thomsonia Wall. nom. rej., Pythion Mart. nom. rej., Candarum Schott nom. illeg., Pythonium Schott nom. illeg., Kunda Raf., Brachyspatha Schott, Conophallus Schott, Plesmonium Schott, Corynophallus Schott, Allopythion Schott, Hansalia Schott, Hydrosme Schott, Rhaphiophallus Schott, Synantherias Schott, Dunalia Montrouz., Proteinophallus Hook. f., Tapeinophallus Baill., Pseudodracontium N.E.Br.), com distribuição alargada na Região Paleotropical, arupa de 150 até cerca de 200 espécies, a maioria das quais na África Ocidental e Oriental, no sul e leste da Ásia, no Sueste Aiático, no norte da Austrália e nas ilhas do Pacífico.[64][65]
- Tribo Zamioculcadeae Schott — contém apenas dois géneros:
  - Gonatopus Hook. f. ex Engl. (sin.: Heterolobium Peter, Microculcas Peter), com cerca de 5 espécies, nativas das regiões tropicais do leste e sul da África.
  - Zamioculcas Schott — contém apenas uma espécie:
    - Zamioculcas zamiifolia (Lodd. et al.) Engl., nativa da África Oriental (Quénia, Tanzânia, Malawi, Moçambique e província sul-africana de KwaZulu-Natal.[52]
- Tribo Zantedeschieae Engl. — contém apenas um género:
  - Zantedeschia Spreng. (sin.: Pseudohomalomena A.D.Hawkes, Richardia Kunth), com cerca de 8 espécies, maioritariamente do sul da África, com apenas uma espécie que se estende até à Nigéria e Tanzânia.
- Tribo Zomicarpeae Schott — contém 4 géneros, com cerca de 6 espécies, nativos da América do Sul:
  - Filarum Nicolson — contém apenas uma espécie:
    - Filarum manserichense Nicolson, endémica na região de Loreto, Peru.[52]

  - Ulearum Engl. — contém apenas uma espécie:
    - Ulearum sagittatum Engl., nativa do oeste da América do Sul, ocorrendo nos estado do Acre (Brasil]]) e na região de Loreto (Peru).[52]

  - Zomicarpa Schott, as duas das três espécies que desde 2012 permanecem neste géneros têm distribuição natural no nordeste do Brasil.[66]
  - Zomicarpella N.E.Br., com apenas duas espécies, nativas da Colômbia, Peru e Brasil.

Subfamília Pothoideae
A subfamília Pothoideae Engl. contém duas tribos, com 4 géneros e cerca de 1000 espécies:
- Tribo Anthurieae (Schott) Engl. — contém apenas um género:
  - Anthurium Schott (sin.: Podospadix Raf., Strepsanthera Raf.) — contém cerca de 1000 espécies, originárias da Região Neotropical.
- Tribo Potheae Bartl. — contém 3 géneros com quase 80 espécies, nativo da Região Paleotropical:
  - Pedicellarum M.Hotta — contém apenas uma espécie:
    - Pedicellarum paiei M.Hotta, nativa do Bornéu.

  - Pothoidium Schott, com apenas uma espécie:
    - Pothoidium lobbianum Schott, nativa do sul de Taiwan, Celebes, Molucas, Sulawesi e Filipinas.[52]

  - Pothos L. (sin.: Tapanava Adans., Batis Blanco, Goniurus C.Presl), com cerca de 75 espécies, originárias das regiões tropicais e subtropicais da Ásia, Madagáscar, Austrália e Polinésia.[64]

Subfamília Monsteroideae
A subfamília Monsteroideae (Schott) Engl. contém 4 tribos, com cerca de 12 géneros e aproximadamente 360 espécies:
- Tribo Anadendreae Bogner & J.French — contém apenas um género:
  - Anadendrum Schott (sin.: Nothopothos Kuntze), com cerca de 9 espécies, originárias das regiões tropicais da Ásia, desde a Índia até à Malásia.
- Tribo Heteropsideae Engl. — contém apenas um género:
  - Heteropsis Kunth, com cerca de 13 espécies, nativo das regiões tropicais da América do Sul.
- Tribo Monstereae (Schott) Engl. — contém cerca de 8 géneros:
  - Alloschemone Schott, com apenas 2 espécies, nativo do Brasil.
  - Amydrium Schott (sin.: Epipremnopsis Engler), com cerca de 5 espécies, nativas das regiões tropicais da Ásia.
  - Epipremnum Schott, com cerca de 20 espécies, nativo das regiões tropicais da Ásia.
  - Monstera Adans.,[55] com cerca de 37 espécies, nativas do Neotropis.
  - Rhaphidophora Hassk. (sin.: Afrorhaphidophora Engl.), com cerca de 120 espécies, com distribuição natural nas regiões tropicais da África, da Ásia e da Austrália, estendendo-se até às ilhas do Pacífico Ocidental.
  - Rhodospatha Poepp. (sin.: Anepsias Schott), com cerca de 27 espécies, originárias do Neotropis.
  - Scindapsus Schott (sin.: Cuscuaria Schott), com cerca de 36 espécies, distribuídas nas regiões tropicais e subtropicais da Ásia, estendendo-se até ao norte da Austrália e às ilhas do Pacífico Ocidental.[3]
  - Stenospermation Schott, com cerca de 48 espécies, com distribuição natural no Neotropis.
- Tribo Spathiphylleae Schott — contém apenas dois géneros:[3]
  - Holochlamys Engl. — contém apenas uma espécie:
    - Holochlamys beccarii (Engl.) Engl. (sin.: Holochlamys guineesis Engl. & K.Krause, Holochlamys ornata Alderw., Spathiphyllum beccarii Engl.), nativa de Irian Jaya e Papua-Nova Guiné.[52]

  - Spathiphyllum Schott (sin.: Hydnostachyon Liebm., Massowia K.Koch, Spathiphyllopsis Teijsm. & Binn., Amomophyllum Engl., Leucochlamys Poepp. ex Engl.), com cerca de 50 espécies, com distribuição natural no Neotropis, mas presente também na Malésia e nas ilhas Salomão.

Subfamília Calloideae
A subfamília Calloideae Endl.contém apenas uma tribo:
- Tribo Calleae Bartl. — contém apenas um género monotípico:
  - Calla L. — contém apenas uma espécie:
    - Calla palustris L.,[55] nativa das regiões temperadas do Hemisfério Norte.

Subfamília Gymnostachydoideae
A subfamília Gymnostachydoideae Bogner & Nicolson contém apenas o género monotípico:
- Gymnostachys R.Br. — contém apenas uma espécie:
  - Gymnostachys anceps R.Br., nativa do leste da Austrália (New South Wales e Queensland).[52]

Subfamília Orontioideae
A subfamília Orontioideae Mayo, Bogner, & Boyce contém apenas uma tribo:
- Tribo Orontieae R.Br. ex Dumort. — contém 3 géneros, com apenas 8 espécies, nativas da Ásia e América do Norte:
  - Lysichiton Schott,[55] com apenas duas espécies, uma das quais com distribuição natural no leste da Ásia (Kamtschatka, Khabarovsk, Curilhas, Magadan, Sachalin e nas ilhas japonesas de Hokkaidō e Honshu) e uma na América do Norte, desde o Alaska até ao leste dos Estados Unidos.[52]
  - Orontium L. — contém apenas a espécie:
    - Orontium aquaticum L., nativa da região leste da América do Norte, até ao Texas. A espécie foi introduzida no sul da Suécia.[52]

  - Symplocarpus Salisb. ex W.P.C.Barton, das cerca de 5 espécies, uma é nativa do leste da América do Norte, duas do leste da Ásia, uma é um endemismo da região de Primorje e outra é um endemismo local do monte Nabekura, na região central do Japão.[3]

Subfamília Lasioideae
A subfamília Lasioideae Engl. contém apenas uma tribo:
- Tribo Lasieae Engl. — cerca de 10 géneros com aproximadamente 58 espécies:
  - Anaphyllopsis A.Hay, com apenas 3 espécies nativas da América do Sul, desde a Venezuela e as Guianas até ao norte do Brasil.
  - Anaphyllum Schott, com apenas duas espécies, nativas do sul da Índia (Tamil Nadu) e das ilhas Laquedivas.
  - Cyrtosperma Griff. (sin.: Arisacontis Schott), com cerca de 12 espécies, nativas das regiões tropicais da Malésia e da Polinésia, entre as quais:
    - Cyrtosperma merkusii (Hassk.) Schott, com distribuição na Melanésia e Polinésia, especialmente em Tuvalu.

  - Dracontioides Engl. — contém apenas uma espécie:
    - Dracontioides desciscens (Schott) Engl., nativa do Brasil.

  - Dracontium L. (sin.: Eutereia Raf., Echidnium Schott, Ophione Schott, Chersydrium Schott, Godwinia Seem.), com 24 até 29 espécies, nativas da região Neotropical.
  - Lasia Lour. (sin.: Lasius Hassk.), com apenas duas espécies, uma nativa de Kalimantan e das regiões tropicais e subtropicais da Ásia.
  - Lasimorpha Schott — contém apenas uma espécie:
    - Lasimorpha senegalensis Schott, nativa da África tropical.

  - Podolasia N.E.Br. — contém apenas uma espécie:
    - Podolasia stipitata N.E.Br., nativa de Samatra e Malásia.

  - Pycnospatha Thorel ex Gagnep., com apenas duas espécies, nativas do Sudoeste da Ásia (Tailândia, Laos e Vietname).
  - Urospatha Schott (sin.: Urophyllum K.Koch nom. illeg., Urospathella G.S.Bunting), com cerca de 11 espécies, nativas da Região Neotropical.

Subfamília Lemnoideae
A subfamília Lemnoideae Bab. contém apenas uma tribo:
- Tribo Lemneae Rich. ex A. Rich. — contém 4 a 5 géneros, com cerca de 37 espécies. A circunscrição taxonómica dos géneros é controversa.
  - Lemna L.[55] (sin.: Lenticularia Ség., Lenticula P.Micheli ex Adans., Hydrophace Hallier, Telmatophace Schleid., Staurogeton Rchb., Thelmatophace Godr., Lenticularia P.Micheli ex Montandon), com cerca de 13 espécies, com distribuição tendencialmente cosmopolita.[3]
  - Spirodela Schleid., que frequentemente inclui Landoltia Les & D.J.Crawford, contém 2-5 espécies:[3]
    - Spirodela intermedia W.D.J.Koch, com distribuição alargada na região Neotropical.
    - Spirodela polyrhiza (L.) Schleiden), com distribuição cosmopolita.

  - Wolffia Horkel ex Schleid. (sin.: Horkelia Rchb. ex Bartl., Grantia Griff. ex Voigt, Bruniera Franch.), com 11 espécies distribuídas por todo o mundo.
  - Wolffiella (Hegelm.) Hegelm. (sin.: Pseudowolffia Hartog & Plas, Wolffiopsis Hartog & Plas), com cerca de 10 espécies, com distribuição nas Américas e na África.

## Importância económica
Embora entre as Aracae géneros como Alocasia, Arisaema, Caladium, Colocasia, Dieffenbachia e Philodendron contenham cristais de oxalato de cálcio na forma de ráfides que quando consumidos ou quando entram em contacto com as mucosas podem causar edema, formação de vesículas e disfagia acompanhada por dolorosa sensação de queimadura na boca e garganta, muitas espécies são utilizadas para fins alimentares e para decoração e jardinagem.
Os cormos amiláceos de Alocasia, Colocasia (especialmente de Colocasia esculenta, o taro ou inhame-coco) e Xanthosoma (especialmente da espécie Xanthosoma sagittifolium) são comestíveis após um tratamento térmico apropriado para remover os químicos irritantes (especialmente os cristais de oxalato de cálcio dos ráfides).
Embora com muito menos importância económica, as bagas de Monstera são ocasionalmente comidas e algumas espécies do género Amorphophallus são utilizada para fins alimentares nos trópicos (raízes, folhas, sementes e frutos).
As populações indígenas da América do Sul e da Malésia utilizam algumas aráceas para fins medicinas, para extracção de fibras (das raízes) e para confeccionar veneno para flechas.
Contudo é no sector das plantas ornamentais que a família tem maior importância, pois inclui numerosas plantas ornamentais, entre as quais múltiplas espécies dos géneros Philodendron, Zantedeschia, Anthurium, Caladium, Colocasia, Dieffenbachia, Epipremnum, Monstera, Spathiphyllum, Syngonium, Aglaonema, Xanthosoma, Scindapsus, Spathicarpa, e Zamioculcas.
Apesar da importância como cultura agrícola de algumas Araceae, especialmente Colocasia esculenta, os aroídeos são pouco comercializados e negligenciados pelos criadores de plantas, de tal forma que o The Crop Trust os considera como «culturas órfãs». Tal não impede que sejam amplamente cultivados e importantes na agricultura de subsistência e nos mercados locais. O principal produto alimentar são os cormos com elevado conteúdo de amido, embora as folhas e flores também encontrem uso culinário.

## Ocorrência no Brasil
São conhecidas as seguintes ocorrências confirmadas no Brasil:
- Norte (Acre, Amazonas, Amapá, Pará, Rondônia, Roraima, Tocantins)
- Nordeste (Alagoas, Bahia, Ceará, Maranhão, Paraíba, Pernambuco, Piauí, Rio Grande do Norte, Sergipe)
- Centro-oeste (Distrito Federal, Goiás, Mato Grosso do Sul, Mato Grosso)
- Sudeste (Espírito Santo, Minas Gerais, Rio de Janeiro, São Paulo)
- Sul (Paraná, Rio Grande do Sul, Santa Catarina)

Possíveis ocorrências (Brasil)
A família possivelmente ocorre nos seguintes estados:
- Norte (Acre, Amapá, Pará, Rondônia, Roraima, Tocantins)
- Nordeste (Alagoas, Bahia, Maranhão, Paraíba, Rio Grande do Norte)
- Centro-oeste (Distrito Federal, Goiás, Mato Grosso do Sul, Mato Grosso)
- Sudeste (Espírito Santo, Rio de Janeiro, São Paulo)
- Sul (Paraná, Rio Grande do Sul, Santa Catarina)

A família está presente nos seguintes domínios fitogeográficos do Brasil:
Amazônia, Caatinga, Cerrado, Mata Atlântica, Pampa, Pantanal
A família está presente nos seguintes tipos de vegetação do Brasil:
Área Antrópica, Caatinga (stricto sensu), Campinarana, Campo de Altitude, Campo de Várzea, Campo Limpo, Campo Rupestre, Carrasco, Cerrado (lato sensu), Floresta Ciliar ou Galeria, Floresta de Igapó, Floresta de Terra Firme, Floresta de Várzea, Floresta Estacional Decidual, Floresta Estacional Perenifólia, Floresta Estacional Semidecidual, Floresta Ombrófila (= Floresta Pluvial), Floresta Ombrófila Mista, Palmeiral, Restinga, Savana Amazônica, Vegetação Aquática, Vegetação Sobre Afloramentos Rochosos.